# 2020年の日本プロ野球
2020年の日本プロ野球（2020ねんのにほんプロやきゅう）では、2020年の日本プロ野球（NPB）における動向をまとめる。

## できごと

### 1月
- 3日
  - 福岡ソフトバンクホークスのオスカー・コラスが出身地のキューバから亡命したことをMLB公式サイト及び米国のスポーツ専門テレビ局・ESPNがこの日報じた。メジャーリーグとの契約を目的に亡命したものと見られる[1]。
- 6日
  - 横浜DeNAベイスターズは、今季ドラフト3位で入団した伊勢大夢が今月4日夕方、熊本県合志市内で乗用車を運転中に衝突事故を起こしていたことを公表。伊勢自身も打撲やむち打ちの症状があったが[2]、8日から始まった新人合同自主トレには予定通り参加した[3]。
- 7日
  - 福岡ソフトバンクホークスは2020年のチームスローガンを『S15』（サァイコー!）に決定したことを発表[4]。
- 8日
  - 東北楽天ゴールデンイーグルスは、元千葉ロッテマリーンズ・読売ジャイアンツのサブロー（大村三郎）がファームディレクターに就任したことを発表[5]。
  - 横浜DeNAベイスターズ球団代表の三原一晃は、ポスティングシステムでMLB・タンパベイ・レイズへ移籍した筒香嘉智が付けていた背番号25を当面の間空番にすることを表明[6]。
- 9日
  - 東北楽天ゴールデンイーグルスは、昨季ロサンゼルス・ドジャースでプレーしたJ.T.シャギワとの契約合意を発表。背番号は15[7]。
- 10日
  - 日本野球機構（以下NPBと表記）による新人研修会が東京都内のホテルで開催された[8]。
- 14日
  - 2020年度の野球殿堂顕彰者が野球殿堂博物館より発表され、競技者表彰委員会・エキスパート表彰部門顕彰者として田淵幸一（元阪神タイガース捕手）が選出された[9]。
- 16日
  - 北海道日本ハムファイターズは2020年のチームスローガンを『羽撃く』（はたたく）に決定したことを発表[10]。
- 17日
  - 東北楽天ゴールデンイーグルスは2020年のチームスローガンを『NOW or NEVER いまこそ日本一の東北へ』に決定したことを発表[11]。
- 21日
  - 埼玉西武ライオンズは2020年のチームスローガンを『Leolution!』（レオリューション）に決定したことを発表[12]。
  - スカパーJSATは、今季の福岡ソフトバンクホークスの主催公式戦全試合のBS・CS及びケーブルテレビでの放送権を獲得したことを発表[13]。
- 22日
  - 阪神タイガースの守屋功輝が妻への暴行容疑で20日付で兵庫県警西宮署から書類送検されていたことがこの日判明。一方球団広報部は「暴力行為は一切行っていないと聞いている」と否定[14]。さらに守屋本人が23日に球団事務所で記者会見を行い、今回の件について謝罪すると同時に暴行の事実を否定し、「逆に妻からモラハラを受けていた」ことを明かし、週刊誌報道については弁護士と協議の上法的措置を検討するとした[15]。
- 24日
  - 福岡ソフトバンクホークスは、アルフレド・デスパイネとジュリスベル・グラシアルの両名と今季から2年契約を締結したことを発表[16]。
- 25日
  - 横浜DeNAベイスターズは2020年のチームスローガンを『NEW GENERATION IS HERE.』（新しい世代は、もうすでにここにある。）に決定したことを発表。スローガンは一軍監督のアレックス・ラミレス自ら考案した[17]。
- 26日
  - 中日ドラゴンズはライデル・マルティネス及び育成登録のアリエル・マルティネスとの契約更新、及び育成選手としてキューバ出身のヤリエル・ロドリゲスと契約したことを発表[18]。
  - 千葉ロッテマリーンズは昨年に引き続き、2月1日から13日まで沖縄県・石垣島で行われる春季キャンプの模様を日本テレビ系列のCS放送・日テレNEWS24で生中継されることを発表[19]。
- 27日
  - 東北楽天ゴールデンイーグルスは前オリックス・バファローズのステフェン・ロメロと単年での契約で合意したことを発表。背番号は99[20]
- 29日
  - ファイターズ スポーツ&エンターテイメントは、2023年から北海道日本ハムファイターズの本拠地となる予定である北広島市のボールパークの名称を「北海道ボールパークFビレッジ」とし、併せて球場の命名権を日本エスコンに売却、球場名を「エスコンフィールド北海道」とすることを発表[21]。
- 30日
  - NPBが1月28日付で日本プロスポーツ協会から脱退が認められたことがこの日判明[22]。
  - 東京ヤクルトスワローズは、2010年から2015年まで6シーズン在籍したトニー・バーネットが駐米編成部アドバイザーに就任したことを発表[23]。

### 2月
- 7日
  - 世界的な新型コロナウイルス肺炎の流行を受け、阪神タイガース及び中日ドラゴンズの両球団は2月にキャンプ地などで行われる練習試合及びオープン戦でのジェット風船による応援を自粛するよう要請したことを発表。3月以降の対応は未定[24]。また翌8日には横浜DeNAベイスターズも2月に沖縄県内で行われる練習試合及びオープン戦でのジェット風船による応援を禁止すると発表した[25]。
- 12日
  - 埼玉西武ライオンズ及び阪神タイガースは、2月19日から21日まで高知県内で予定されていた台湾プロ野球・統一ライオンズとの練習試合3試合を新型コロナウイルス肺炎感染を警戒して中止にすると発表。試合中止は統一側からの申し入れによるもの[26]。また西武は新型コロナウイルス肺炎の影響を受け3月15日まで練習試合及びオープン戦でのジェット風船による応援を自粛するよう呼びかけた[27]。
  - 北海道日本ハムファイターズ二軍内野守備コーチの城石憲之が沖縄県国頭村で行われていた二軍キャンプの打撃練習中に急に倒れて顔面を強打し、グラウンド内に救急車が入るアクシデント。直ちに名護市内の病院に運ばれ精密検査を受けた結果頭部に異常はなく、「下顎部打撲」と診断された。大事を取って当面は入院する。城石は倒れる直前に左膝に打球を受けていた[28]。
  - 北海道日本ハムファイターズは、球団OBで昨年限りで東京ヤクルトスワローズ在籍をもって現役を引退した大引啓次を業務提携球団であるテキサス・レンジャーズに特別研修コーチとして派遣することを発表[29]。
- 14日
  - 東京ヤクルトスワローズは1990年から9年間監督を務め、2月11日に虚血性心不全のため84歳で死去した野村克也の追悼試合を3月22日の対阪神タイガース戦（神宮球場）で実施すると発表。当日は選手・コーチ全員が野村の当時の背番号「73」のユニフォームを着用して試合に臨む[30]。また阪神タイガースも2月15日の広島東洋カープ、翌16日の東北楽天ゴールデンイーグルスとの練習試合を野村の追悼試合として行うことを発表した[31]。
- 15日
  - 千葉ロッテマリーンズと東北楽天ゴールデンイーグルスは、新型コロナウイルスの感染拡大を受けてファンサービスを当面自粛することを発表[32]。中日ドラゴンズも同様にファンサービスを一部制限する措置を講じた[33]。また翌16日にはオリックス・バファローズ[34]、埼玉西武ライオンズ[35]も当面の間ファンサービスを自粛することを発表。さらに東京ヤクルトスワローズは3月20日の開幕戦から数試合予定されていた来場者プレゼントの受け渡し方法について変更される可能性を示唆した[35]。
- 18日
  - 埼玉西武ライオンズは西川愛也を内野手登録から外野手登録に変更したことを発表。同時にNPBからも公示された[36]。
  - 昨年限りで現役を引退し打撃投手に転向した東北楽天ゴールデンイーグルスの戸村健次が、この日沖縄県金武町内での一軍キャンプの打撃練習中、打球を頭部に受けるアクシデントが発生。直ちに県内の病院に運ばれ精密検査を受けた結果、「頭蓋骨多発骨折及び軽度の前頭葉脳挫傷」と診断された。意識はあり命に別状はないものの1週間から2週間入院して経過観察する[37]。
- 19日
  - 福岡ソフトバンクホークスは、メジャーリーグへの契約を目的に出身地のキューバから亡命したとされるオスカー・コラスをソフトバンクに復帰するまで他球団でプレーが不可能となる制限選手として公示されたことを発表。コラスは現在でも消息不明の状況が続いている[38]。→1月3日の出来事も参照
- 20日
  - 福岡ソフトバンクホークスは育成登録の砂川リチャードの登録名を「リチャード」に変更したことを発表[39]。
  - オリックス・バファローズは育成登録だった漆原大晟を支配下選手登録したことを発表。これに伴い背番号も「127」から「65」に変更された[40]。
  - 新型コロナウイルス感染拡大の影響を受け、パシフィック・リーグの3球団が以下の措置を講じた。
    - 東北楽天ゴールデンイーグルスは、3月3日から11日まで静岡市で行われるオープン戦においてジェット風船による応援を禁止することを球団公式サイトで発表。またオープン戦後のサイン会についても選手は参加しない[41]。
    - 福岡ソフトバンクホークスはこの日からファンサービスを自粛。さらに練習試合及びオープン戦などでのジェット風船の販売を当面の間中止に。またそれを使用した応援の自粛を呼びかけた[41]。
    - オリックス・バファローズは3月10日に開催予定だったファン参加型の激励会を中止することを発表[42]。
- 21日

  - イースタン・リーグは、4月25日・26日に開催予定の千葉ロッテマリーンズ対埼玉西武ライオンズ戦の試合会場を当初のロッテ浦和球場からZOZOマリンスタジアムに変更することを発表。試合開始時間の13時は変わらない[43]。
  - 東北楽天ゴールデンイーグルスは、育成登録の下妻貴寛が支配下選手に復帰することを発表。背番号も「139」から「67」に変更となる[44]。
- 25日
  - 北海道日本ハムファイターズは、親会社・日本ハム本社主催で3月2日に札幌市内で開催予定だった「2020年北海道日本ハムファイターズ激励会」を新型コロナウイルス感染者が北海道内で増加していることを鑑み中止することを発表。また2月28日に札幌市内の書店で開催予定だった一軍ヘッド兼打撃コーチの小笠原道大の著書出版記念トークショーとサイン会も同様の理由により中止となった[45]。
  - 読売ジャイアンツは、2月29日と3月1日に東京ドームで行われる対東京ヤクルトスワローズとのオープン戦を新型コロナウイルス感染拡大を受け無観客試合にすることを発表[46]。また3月12日に東京都内のホテルで開催予定だった激励会も中止とした[47]。
- 26日
  - プロ野球12球団の臨時代表者会議が行われ、3月15日までに予定されていたオープン戦全72試合と2月29日から開始する春季教育リーグ33試合を無観客で実施することを決定した[48]。また、上記の発表を受け、ソフトバンクホークスは27日の西武との練習試合を無観客試合にして行うことを発表した[49]。
  - また阪神タイガースは3月8日に阪神甲子園球場で開催予定だった野村克也（2月11日死去）の追悼試合（対読売ジャイアンツ戦、ただしオープン戦として施行予定）を無期限延期にすることを発表[50]。さらに中日ドラゴンズも3月2日に名古屋市内で予定していた球団OBで元監督の高木守道（1月17日死去）のお別れの会、及び2月29日のナゴヤドーム（対広島東洋カープ戦）、3月4日の岐阜長良川球場（2月28日に開催球場をナゴヤ球場に変更[51]、対埼玉西武ライオンズ戦）で施行予定だった追悼試合（ただし両試合ともオープン戦として施行）を延期することを発表した[52]。
- 27日
  - 阪神タイガースは、二軍本拠地球場である阪神鳴尾浜球場を新型コロナウイルス感染拡大対策、及び球場施設改修工事により一般客の立入を2月28日から3月20日まで禁止することを発表。当該期間中は練習試合や春季教育リーグ等の観戦はできない[53]。
  - 横浜DeNAベイスターズは、3月7日に横浜スタジアムで行われる対福岡ソフトバンクホークスとのオープン戦終了後に行われる予定だった出陣式を中止にしたことを発表。新型コロナウイルス感染拡大防止によりオープン戦が無観客試合になったことを受けてのもの[54]。
- 28日
  - 読売ジャイアンツは、育成登録のイスラエル・モタの支配下選手登録を発表。背番号は44[55]。
  - NPBはオープン戦の一部開催地変更を発表。中日ドラゴンズは3月3日の岡崎市民球場と4日の岐阜長良川球場で開催予定だった対埼玉西武ライオンズ戦をいずれもナゴヤ球場に、福岡ソフトバンクホークスは3月3日にタマホームスタジアム筑後で開催予定だった対東京ヤクルトスワローズ戦、及び3月10日に長崎ビッグNスタジアムで開催予定だった対読売ジャイアンツ戦をいずれも福岡PayPayドームに、さらに広島東洋カープは3月8日に福山市民球場で開催予定だった対埼玉西武ライオンズ戦をマツダスタジアムに変更する[51][56]。
  - 中日ドラゴンズは、1998年から2001年まで外野手として在籍した李鍾範を研修コーチとして招聘したことを発表。背番号は79で二軍に帯同する[57]。

### 3月
- 2日
  - 広島東洋カープは、ドーピング違反で昨年9月から出場停止処分を受けていたサビエル・バティスタとの契約解除を発表[58]。同日付でNPBから自由契約選手として公示された[59]。
  - NPBと日本プロサッカーリーグ（Jリーグ）は共同で「新型コロナウイルス対策連絡会議」を設立したことを発表。3日に第1回目の会議が行われた[60]。
- 3日
  - 千葉ロッテマリーンズは、新型コロナウイルス感染防止対策として球団の全社員に在宅勤務を導入することを発表。やむを得ず出社する場合は会社の許可が必要となる[61]。
- 9日
  - 臨時の12球団代表会議が行われ、3月20日に予定していたプロ野球の開幕延期が決定した。なお、新たな開幕日についてはこの時点では決まっていない[62]。
- 10日
  - 千葉ロッテマリーンズは、昨年阪神タイガースを退団した鳥谷敬の獲得を発表。背番号は00[63]。
- 16日
  - 福岡ソフトバンクホークスは、育成契約の尾形崇斗と砂川リチャードの支配下選手登録を発表。背番号は尾形が39、リチャードが52[64]。
- 18日
  - NPBは、延期となった公式戦に変わって行われる、3月20日～4月5日までの練習試合74試合の日程を発表[65]。
  - スポーツ動画配信サービスDAZNは、20日から行われる練習試合のうち、広島東洋カープ主催試合を除く11球団の試合の生動画配信を行うことを発表[66]。
- 23日
  - 新型コロナウイルスの影響でNPBは12球団代表者会議で公式戦開幕日を協議、4月24日開幕を目指す事を決議。現在行われている練習試合はパ・リーグは24日、セ・リーグは26日から休止[67]。
- 26日
  - 中日ドラゴンズは育成契約のモイセ・シエラを支配下選手として契約したことを発表。背番号は45[68]。
  - 阪神タイガースの藤浪晋太郎が新型コロナウイルス感染の有無を調べるために受けていたPCR検査で陽性と判定されたことが明らかにされた。現役のプロ野球選手では初の感染となった。数日前から嗅覚、味覚の異常を訴えており、病院の医師からPCR検査を打診されていた。発熱やせき、倦怠感などの症状は出ていない[69]。また藤浪と共に会食していた同僚の長坂拳弥、伊藤隼太にも陽性反応が確認され、このうち長坂は26日深夜に兵庫県内の病院に入院。さらに藤浪、伊藤隼も翌27日午後に大阪府内の病院に入院した[70]。
- 28日
  - 中日ドラゴンズ球団代表の加藤宏幸は、阪神タイガースの伊藤隼太が新型コロナウイルスに感染していたことを受けて聞き取り調査した結果、選手など15人が伊藤隼と接触していたことを明かした。伊藤隼は3月20日から22日までナゴヤ球場で行われていたウエスタン・リーグの練習試合に参加していた。今後は同球場の消毒作業を行うと共に、医師からのアドバイスを受けて対応を検討[71]。翌29日には選手2人を4月5日まで自宅待機に、12人の選手・スタッフについては時間をずらして練習、仕事を行わせると発表。また4月3日から5日まで行われる予定だった広島二軍との練習試合を中止とした[72]。
- 31日
  - 読売ジャイアンツは、育成契約のナティーノ・ディプランを支配下選手登録することを発表。背番号は96[73]。

### 4月
- 3日
  - NPBは臨時の12球団代表会議を開催、3月23日の時点で目標としていた4月24日開幕の断念を正式決定。試合数の削減も検討[74]。→3月23日の出来事も参照
- 17日
  - NPBは臨時の12球団代表会議を開催、5月中の開幕は難しいと判断し、セ・パ交流戦の中止を決定[75]。
- 18日
  - 読売ジャイアンツは、写真撮影などを担当する60歳代の男性嘱託職員が新型コロナに感染していたことを発表。ただし球団内に濃厚接触者はいないとしたが[76]、念のため職員7人を自宅待機にしたほか、NPBにもこの事実を報告した[77]。
- 30日
  - 光文社の写真週刊誌『FLASH』5月12日・19日号が報じたNPBに関する記事で、NPBはこの日「記事は事実ではない」として記事の取り消し及び訂正記事、謝罪文の掲載を求める通知書を同社に送付したことを発表。1週間以内に応じない場合は法的措置を検討することを表明した[78]。

### 5月
- 11日
  - NPBはこの日、オンラインにより臨時12球団代表者会議を開催し、2020年度のプロ野球オールスターゲーム及びフレッシュオールスターゲームの開催を中止することを決議した[79]。
- 25日
  - NPBは改正・新型インフルエンザ等対策特別措置法32条に基づいて日本国政府より発令されていた新型コロナウイルス緊急事態宣言の解除を受け、オンライン臨時12球団代表者会議を行い、セ・パ共に6月19日に開幕することを発表[80]。
    - 史上最も遅い開幕[81]で、試合数は120で実施する[82]。
- 27日
  - セ・パ両リーグ公式戦の開幕前に行う無観客の練習試合の日程を発表[83]。
    - 新型コロナウイルス感染防止のため、名古屋以東の8球団と関西以西の4球団の2グループに分かれて開催地を集中させて移動を抑える。
    - 6月2日から14日まで、各球団11～12試合の計71試合。
    - 東の巨人、ヤクルト、DeNA、中日、日本ハム、楽天、西武、ロッテは関東地方の本拠地球場とナゴヤドームを使用する。
    - 西の阪神、広島、オリックス、ソフトバンクはそれぞれの本拠地で実施。
    - 移動リスクを軽減させるため、札幌ドームと楽天生命パーク宮城での開催は見送り。

### 6月
- 3日
  - 読売ジャイアンツは所属選手が新型コロナに感染した疑いがあるとして、この日東京ドームで開催を予定していた埼玉西武ライオンズとの練習試合を中止にしたことを発表[84]。その後坂本勇人と大城卓三、さらに球団スタッフ2名がPCR検査を受けた結果、陽性反応が確認されたことを公表した[85]。
- 8日
  - オンラインの臨時12球団代表者会議で、専門家チームの提言を受け、選手らへの事前のPCR検査を月に1度、実施する事を決定。検査対象は監督、コーチ、選手、スタッフら全員、および審判員[86]。
- 10日
  - 千葉ロッテマリーンズは、主催公式戦全試合について3年連続で日本テレビ系のCS放送・日テレNEWS24で試合開始15分前から試合終了まで生中継することを発表。なお本拠地開幕戦となる6月23日の対オリックス・バファローズ戦は試合開始30分前の17時30分から放送される[87]。→1月26日の出来事も参照
  - NPBと選手会が事務折衝で、今季に限り実施される特例措置に合意[88][89][注 1]。
    - 延長戦は10回までで打ち切る。
    - 出場選手登録とベンチ入り人数の拡大（出場選手登録は29人→31人、ベンチ入りは25人→26人）
    - トレードなど新規選手獲得期限の変更（7月末→9月末）
    - 外国人選手の一軍登録枠変更（4人→5人）
- 12日
  - 東北楽天ゴールデンイーグルスは、ステフェン・ロメロの背番号を「99」からオリックス・バファローズ時代に付けていた「9」に変更することを発表[90]。
- 15日
  - セ・パ両リーグは7月下旬以降の未発表分の公式戦日程を発表したが、セ・リーグは読売ジャイアンツと中日ドラゴンズ以外の4球団の本拠地球場が屋外のため、レギュラーシーズンの日程を確保することから今季のクライマックスシリーズの開催を断念。一方パ・リーグは同シリーズについて1位と2位が対戦するファイナルステージのみ、11月14日から17日まで開催することを発表した[91][92]。
- 16日
  - NPBと選手会が事務折衝で、FA権獲得までの日数や外国人選手起用に関する先述の特例措置の詳細に合意[93]。
    - 資格取得に必要となる出場選手登録日数を1.3倍して加算する。
    - 外国人選手が同時に出場できる人数は4人のまま据え置くことで合意。5人登録する場合の投手と野手の人数の内訳については、細部の規定を17日の臨時実行委員会で承認した上で発表する。
- 18日
  - 横浜DeNAベイスターズは、いずれも育成登録の宮城滝太、レミー・コルデロ、ジョフレック・ディアス、フランディー・デラロサの4選手を6月21日からシーズン終了までBCリーグ・神奈川フューチャードリームスに派遣することを発表[94]。
- 19日
  - 延期となっていた公式戦を無観客で開幕。
  - 阪神タイガースの西勇輝が開幕投手本塁打。史上12人目（14本目）。阪神では1938年春の御園生崇男以来史上2人目[95]。また広島東洋カープの大瀬良大地も同打を放つ。史上13人目（15本目）。複数人による開幕投手本塁打はプロ野球史上初[96]。
  - 読売ジャイアンツがプロ野球史上初の球団通算6000勝[97]。
  - 東北楽天ゴールデンイーグルスの鈴木大地が通算1000安打。史上303人目[98]。
  - オリックス・バファローズがパ・リーグワースト記録を更新する開幕戦9連敗[99]。
- 20日
  - 北海道日本ハムファイターズの西川遥輝が通算1000安打。史上304人目[100]。
- 24日
  - 読売ジャイアンツは、エンジェル・サンチェスの登録をこれまでの「右投げ左打ち」から「右投げ両打ち」に変更することを発表[101]。また球団は、6月25日発売の『週刊新潮』7月2日号において、一軍監督の原辰徳が高額の賭けゴルフをしていたと報じたことについて、「内容は事実無根である」として弁護士を通じて発行元の新潮社及び同誌編集部に対して記事の取り消し及び謝罪文の掲載を求めたことを発表した[102]。
- 25日
  - 東北楽天ゴールデンイーグルスのゼラス・ウィーラーと読売ジャイアンツの池田駿の交換トレードを両球団が発表。ウィーラーの背番号は「48」に決定[103]。また28日にはオンラインによる記者会見で池田の背番号が「72」に決定したことが発表された[104]。
  - 読売ジャイアンツの坂本勇人が通算350二塁打。史上44人目[105]。
- 26日
  - 中日ドラゴンズが球団通算5000敗。史上4球団目[106]。
- 27日
  - 読売ジャイアンツがスカウト活動強化のため「OBスカウト」を新設。全国各地の有望選手の情報提供を目的としたもので、球団OBの高梨芳昌、佐々木明義、羽根川竜、原田明広、鴨志田貴司、小野剛、大野雄次、大須賀允、前田隆、福井敬治、四條稔、佐藤宏志、林哲雄、石毛博史、藤本貴久、籾山幸徳、谷口功一、浅野智治、小沢浩一、岸川勝也、山本光将と契約締結[107]。
- 28日
  - 北海道日本ハムファイターズの中田翔が通算1000三振。史上68人目[108]。
- 30日
  - 北海道日本ハムファイターズの中島卓也が通算1000試合出場。史上505人目[109]。

### 7月
- 1日
  - 中日ドラゴンズは、育成契約のアリエル・マルティネスを支配下選手登録したことを発表。背番号は「210」から「57」に変更された[110]。
  - イースタン・リーグは、7月10日・11日に開催される東北楽天ゴールデンイーグルス対埼玉西武ライオンズ戦について、10日は当初のウェルファムフーズ森林どりスタジアム泉から楽天生命パーク宮城に変更すると同時に試合開始時間を18時からに、また11日はウェルファムフーズ森林どりスタジアム泉での開催はそのままで、試合開始時間を30分繰り下げて13時30分からにそれぞれ変更すると発表[111]。
- 3日
  - 福岡ソフトバンクホークスの今宮健太が通算300犠打。史上7人目で28歳11か月での達成は史上最年少[112]。
- 4日
  - 読売ジャイアンツ一軍監督の原辰徳が長嶋茂雄に並ぶ球団歴代2位の監督通算1034勝[113]。また、丸佳浩が通算1000三振。史上69人目[114]。
- 5日
  - 埼玉西武ライオンズ対オリックス・バファローズ6回戦（メットライフドーム）の2回表、オリックス・安達了一のセンター前ヒットで二塁から本塁へ生還した際に、西武・森友哉に対して危険なスライディングを行ったとして、オリックスのアデルリン・ロドリゲスに警告が与えられた[115]。
  - オリックス・バファローズの山本由伸がプロ野球タイ記録となる1イニング3死球[116]。
  - 千葉ロッテマリーンズの美馬学が通算1000投球回。史上357人目[117]。
- 6日
  - NPBはこの日、web会議システムを使用した実行委員会などで、本年の日本選手権シリーズについて原則として進出チームの本拠地球場で開催することを決定。ただし読売ジャイアンツが進出した場合は東京ドームが都市対抗野球により、また東京ヤクルトスワローズが進出した場合は神宮球場が明治神宮野球大会などによりそれぞれ使用できないため、関東圏の他球場（横浜スタジアムやZOZOマリンスタジアム、メットライフドームなど）で代替開催する。また延長戦は12回打ち切りとなる[118][119]。
- 8日
  - 北海道日本ハムファイターズは、育成契約の髙濱祐仁を支配下選手登録したことを発表。背番号も「162」から「91」に変更された[120]。
  - 東京ヤクルトスワローズは、育成契約の松本友を支配下選手登録したことを発表。背番号も「117」から「93」に変更された[121]。
  - 千葉ロッテマリーンズのジェイ・ジャクソンがこの日自ら球団に契約解除を申し出て、翌9日付で受理された[122]。
- 9日
  - 北海道日本ハムファイターズは、8月1日に札幌ドームで開催予定の対オリックス・バファローズ戦について、コロナの影響を考慮して入場人員を当初の2万人から5千人に減らし、全席指定席とした上で外野席は発売しないことを発表[123]。
  - 読売ジャイアンツの亀井善行が通算1000安打。史上305人目で37歳11か月での達成は史上3番目の年長記録[124]。
  - 北海道日本ハムファイターズの西川遥輝が通算1000試合出場。史上506人目[125]。
- 10日
  - 入場者数を上限5000人とした上で、観客の受け入れを開始[126][127]。しかし、オリックス・バファローズ対北海道日本ハムファイターズ4回戦（京セラドーム大阪）では日本ハム・宮西尚生の投球の際に一塁側観客席から心ない野次が発せられ試合が一時中断するトラブルがあった[128]。
  - 広島県警は8日に千葉ロッテマリーンズを退団したジェイ・ジャクソンを大麻取締法違反（所持）容疑で逮捕[129][130]。
  - 阪神タイガース対横浜DeNAベイスターズ（阪神甲子園球場）4回戦で2019年6月21日以来・史上15度目（セ・リーグでは6度目）[注 2]となる両チーム先頭打者本塁打を記録[注 3][131]。
  - 福岡ソフトバンクホークスが対東北楽天ゴールデンイーグルス（福岡PayPayドーム）4回戦に勝利し、「福岡ドーム」通算1000勝を達成[注 4][132]。
  - この日行われた5試合中3試合でサヨナラ弾が出た。1日にサヨナラ本塁打が3本出たのは2019年9月4日に続いて2年連続、史上3度目[133]。
- 11日
  - 中日ドラゴンズ対広島東洋カープ（ナゴヤドーム）5回戦で広島が3回に、1イニング11安打の球団タイ記録[注 5]に並ぶ[134]。
  - オリックス・バファローズ対北海道日本ハムファイターズ（京セラドーム大阪）5回戦で同点の8回から登板した日本ハム・公文克彦が通算183試合目で初黒星。自身の持つ初登板からの連続無敗記録が182でストップ[注 6][135]。
  - 読売ジャイアンツ対東京ヤクルトスワローズ（ほっともっとフィールド神戸）4回戦でヤクルト・青木宣親が球団通算8000号本塁打を記録[136]。
- 13日
  - オーナー会議で2021年の公式戦概要を仮決定[137]。
    - 来夏に延期された東京五輪の期間中（7月21日から8月13日）は両リーグの公式戦を中断する[137]。
    - 来季の開幕は新型コロナウイルスの感染状況に左右されるが、3月26日を候補にすることで決定。公式戦の試合数は例年通り143試合とし、今年は中止や短縮を余儀なくされたオールスター戦とクライマックスシリーズも通常通り開催する方針[137]。

  - 復興支援の一環として、2021年はオールスター戦を楽天生命パーク宮城で実施すると決定[138]。
- 14日
  - 来季のオールスター戦特別協賛社がマイナビに決定。期間は2021年から2023年[139]。
  - 札幌ドームでの公式戦開催1000試合到達。史上19か所目（公式戦実施球場は289か所）[140]。
  - 読売ジャイアンツの高田萌生と東北楽天ゴールデンイーグルスの高梨雄平との交換トレードを両球団が発表。背番号は高田、高梨ともに「53」に決定[141]。
  - 北海道日本ハムファイターズの西川遥輝が通算250盗塁。史上46人目[142]。
  - 読売ジャイアンツ一軍監督の原辰徳が長嶋茂雄を超える球団歴代2位の監督通算1035勝[143][注 7]。
  - 横浜DeNAベイスターズが対中日ドラゴンズ4回戦（ナゴヤドーム）に勝利。史上初めて15試合連続で勝利と敗戦を交互に記録した[145][注 8]。
  - 阪神タイガース対東京ヤクルトスワローズ4回戦（阪神甲子園球場）の8回表ヤクルト・廣岡大志の打席の際に三塁側観客席から禁止事項である大声を上げての声援があったため[注 9]、球審の飯塚富司が注意を与える一幕があった[146][147]。
- 16日
  - 埼玉西武ライオンズの中村剛也が通算300二塁打。史上73人目[148]。
  - 横浜DeNAベイスターズが対中日ドラゴンズ6回戦（ナゴヤドーム）で連敗したことにより、勝利と敗戦を交互に記録のいわゆる「ヌケヌケ」[注 10]が史上最多の16試合でストップ[151]。
- 17日
  - 埼玉西武ライオンズのザック・ニールが昨季から13連勝。外国人投手としての連勝記録では郭泰源と並び球団タイ[152]。
- 19日
  - 埼玉西武ライオンズの平良海馬が対東北楽天ゴールデンイーグルス・4回戦（楽天生命パーク宮城）で日本人投手6人目[注 11]の球速160km/hを記録[153]。
  - 中日ドラゴンズのダヤン・ビシエドが日米通算1000安打[154]。
- 21日
  - 東北楽天ゴールデンイーグルス対オリックス・バファローズ（楽天生命パーク宮城）4回戦は8回表途中で濃霧コールドとなった[注 12]。
- 22日
  - 埼玉西武ライオンズは、8月にメットライフドームで開催される主催9試合全てについて、引き続き観客数の上限を5000人にして行うと発表[156]。
  - 東北楽天ゴールデンイーグルスのステフェン・ロメロが全球団本塁打を達成。史上38人目[157]。
- 23日
  - オリックス・バファローズのT-岡田が通算1000三振。史上70人目[158]。
- 24日
  - 東京ヤクルトスワローズ対読売ジャイアンツ6回戦（神宮球場）で、7回表巨人・重信慎之介の打球が右翼外野フェンス上部の金網を突き破ってスタンドインする珍事が発生。規定によりエンタイトル二塁打とされた[159][注 13]。
- 26日
  - 読売ジャイアンツが田中豊樹を支配下選手登録[161]。背番号は「19」。
  - 読売ジャイアンツの坂本勇人が通算1000得点を記録[162]。
  - 東北楽天ゴールデンイーグルスの藤平尚真が対打者2人で危険球退場。先発投手が打者2人で危険球退場するのはプロ野球史上10人目（11度目）で最速タイ[163]。
  - 埼玉西武ライオンズの栗山巧が通算350二塁打。史上45人目[164]。
  - 福岡ソフトバンクホークスが現在の球団名に改称後、通算1200勝[165]。
- 27日
  - 東京ヤクルトスワローズは、24日から神宮球場で行われた対読売ジャイアンツ三連戦中に体温が37度以上あった観客1人の入場を断り、チケットを払い戻していたことを明らかにした[166][167]。
- 28日
  - 阪神タイガースのジャスティン・ボーアとジェリー・サンズが対東京ヤクルトスワローズ戦（神宮球場）で史上28度目（球団では10年ぶり[注 14]）・外国人選手では42年ぶり[注 15]のアベック満塁本塁打[169]。一方ヤクルトは球団ワースト記録を更新する10試合連続2桁被安打[170]。
  - 阪神タイガースの秋山拓巳が1試合5三振。史上18人目[注 16][171]。
  - 福岡ソフトバンクホークスの柳田悠岐が通算1000安打。史上306人目[172]。
  - 読売ジャイアンツの菅野智之が自身2度目の月間防御率0.30以下を記録。2リーグ制後、月間防御率0.30以下[注 17]を2度記録したのは史上4人目[注 18][173]。
- 29日
  - 東京ヤクルトスワローズの青木宣親が日米通算2400安打[174]。
  - 北海道日本ハムファイターズの宮西尚生が通算700登板。史上17人目[注 19][175]。
- 31日
  - 福岡ソフトバンクホークスの柳田悠岐が月間31得点のプロ野球タイ記録[注 20][176]。
  - 読売ジャイアンツは、8月1日付で三軍監督の井上真二が二、三軍を強化するファームディレクターに、三軍総合コーチの二岡智宏が三軍監督にそれぞれ就任する人事を発表[177]。

### 8月
- 1日
  - 福岡ソフトバンクホークスは、一軍打撃コーチの立花義家が突発性難聴の疑いで当面の間休養することを発表[178]。
  - 福岡ソフトバンクホークスは、外野手の長谷川勇也が新型コロナウイルスに感染していることを発表。長谷川の感染経路がファーム施設を練習で利用した一軍選手の可能性もあることから翌日の対埼玉西武ライオンズ第12回戦（福岡PayPayドーム）の開催中止を決定した[179]。
  - 横浜DeNAベイスターズの今永昇太がセ・リーグ2位タイ[注 21]の7者連続三振[180]。
- 2日
  - 中日ドラゴンズは、ヤリエル・ロドリゲスの支配下選手登録を発表[181]。背番号は「67」。
- 4日
  - 読売ジャイアンツの坂本勇人が通算3000塁打を達成。史上60人目[182]。
- 5日
  - 横浜DeNAベイスターズ一軍監督のアレックス・ラミレスが監督通算300勝。別当薫、三原脩に続く球団史上3人目[183]。
  - 東北楽天ゴールデンイーグルスの涌井秀章が9回以降の1安打のみで完封勝利を史上初の2球団で記録[注 22][184]。
  - 広島東洋カープの野村祐輔が通算175試合目の先発登板。プロ入り以降、全て先発登板なのは涌井秀章（2005年 - 2012年）と並び日本人投手最長タイ記録[185]。
- 6日
  - 読売ジャイアンツの増田大輝が対阪神タイガース7回戦（阪神甲子園球場）の8回一死からプロ初登板し、2/3回を投げ交代完了。野手が登板するのは2000年のオリックス対近鉄戦・五十嵐章人（当時オリックス）以来20年ぶり[186][187]。
- 7日
  - 千葉ロッテマリーンズの益田直也が通算100セーブ。史上33人目。同時に史上5人目の「100セーブ・100ホールド」を達成[188]。
- 9日
  - 横浜DeNAベイスターズの倉本寿彦が史上3度目・リーグ56年ぶり2度目[注 23]のスミ4弾[注 24]を記録[189]。
- 11日
  - 広島東洋カープの野村祐輔がプロ入り以降の連続先発登板数を日本人投手史上最長の176試合に更新[注 25][190]。→ 8月5日の出来事を参照。
- 12日
  - 北海道日本ハムファイターズの宮西尚生が自身のプロ野球記録を更新する通算350ホールド[191]。
- 14日
  - 読売ジャイアンツの中島宏之が通算200本塁打。史上107人目[192]。
  - 広島東洋カープの森下暢仁が、先発出場した9選手全員からの奪三振を記録。セントラル・リーグでは2005年の川上憲伸以来史上2人目[193]。
- 15日
  - 東京ヤクルトスワローズの小川泰弘がノーヒットノーランを達成。史上82人目、通算93度目[194]。
  - 北海道日本ハムファイターズ一軍監督の栗山英樹が通算600勝。史上24人目[195]、球団では大沢啓二に次いで2人目[196]。
- 16日
  - 東京ヤクルトスワローズの青木宣親が日米通算150本塁打（NPB:117 MLB:33）[197]。
- 18日
  - 野球殿堂は今年度のエキスパート部門顕彰者の田淵幸一の表彰式を東京ドームホテル[注 26]にて執り行った[198][199]。
  - 中日ドラゴンズの大島洋平が通算1500安打を達成（史上127人目）[200]。大学・社会人経由でプロ入りした選手では谷佳知（1309試合）、和田一浩（1362試合）に次ぐ史上3番目の速さ（1364試合）[201]。
  - オリックス・バファローズの山本由伸が対埼玉西武ライオンズ7回戦にて、先発出場した西武9選手全員から奪三振を記録。パ・リーグ史上6人目[202]。
- 20日
  - 読売ジャイアンツの炭谷銀仁朗が通算200犠打。史上43人目[203]。
  - オリックス・バファローズは西村徳文・一軍監督の辞任（中嶋聡が監督代行）とコーチ陣の配置転換を発表[204]。
  - 埼玉西武ライオンズは、佐藤龍世、相内誠の両選手に対し無期限の対外試合出場禁止および、ユニフォーム着用禁止の処分を下したことを発表。両選手は4月12日、新型コロナウイルス感染拡大防止の観点から、球団が全チーム関係者に自宅待機および不要不急の外出禁止と定めていた期間中にもかかわらず佐藤が運転、相内が同乗の自家用車で千葉県内のゴルフ場でゴルフをするために外出、その際道路交通法に違反する危険な走行をしていた事実が判明したことによるもの[205]。
  - 広島東洋カープは、二軍監督の水本勝己の身内に不幸があったとして、この日のウエスタン・リーグ・対オリックス・バファローズ戦（山口・由宇球場）は二軍打撃コーチの東出輝裕が監督代行を務めた[206]。
  - 福岡ソフトバンクホークスの森唯斗が通算100ホールド[207]。
- 22日
  - 埼玉西武ライオンズの内海哲也が通算1500奪三振。史上56人目[208][209]。
- 23日
  - 千葉ロッテマリーンズは育成登録だった大嶺祐太を支配下選手登録[210]。背番号は64[211]。
  - 広島東洋カープは例年マツダスタジアムで行われている新人入団テストについて、今年度はコロナウイルス感染拡大防止として中止することを発表[212]。
  - 東京ヤクルトスワローズの山田哲人が通算1000試合出場。史上507人目[213]。
  - オリックス・バファローズの漆原大晟が育成出身では史上初の初登板・初セーブ[214]。
- 25日
  - オリックス・バファローズの山本由伸が日本人投手の連続イニング奪三振をプロ野球新記録の24に更新[215]。
- 26日
  - 埼玉西武ライオンズの中村剛也が通算1500安打。史上125人目[216]。
  - NPB審判員の杉永政信が通算2500試合出場。史上44人目、現役審判では3人目[217]。
- 27日
  - オリックス・バファローズの小林慶祐と、阪神タイガースの飯田優也との交換トレードを両球団が発表[218][219]。
- 29日
  - 東北楽天ゴールデンイーグルスの浅村栄斗が球団通算1500本塁打[220]。
- 31日
  - 福岡ソフトバンクホークスが育成選手の渡邉雄大を支配下選手登録[221]。背番号は48[221][222]。
  - 阪神タイガースは、藤川球児が今季限りで現役を引退することを発表。藤川本人からこの日退団の申し入れがあり、球団がこれを了承した[223][224][225]。

### 9月
- 3日
  - 広島東洋カープのクリス・ジョンソンが球団の外国人選手としてワースト、そしてプロ野球タイ記録に並ぶ開幕から7連敗[226]。
  - 阪神タイガース一軍監督の矢野燿大が監督通算100勝[227]。
  - 福岡ソフトバンクホークスの嘉弥真新也が通算300登板[228]。
  - オリックス・バファローズ対福岡ソフトバンクホークス18回戦（京セラドーム大阪）でオリックスの吉田正尚が8回裏に二盗を決め、これがプロ野球史上初の球団通算9500盗塁[229]。
- 4日
  - 東北楽天ゴールデンイーグルスの浅村栄斗が通算200本塁打。史上109人目[230]。
  - 中日ドラゴンズのライデル・マルティネスが1イニング4奪三振。史上25人目（26度目）[231]。
  - 東京ヤクルトスワローズが元阪神タイガースで独立リーグの四国IL・香川所属の歳内宏明を獲得[232]。6日に入団会見を行い、背番号は「91」に決定[233]。
- 6日
  - オリックス・バファローズの安達了一が通算200犠打。史上44人目[234]。
- 7日
  - 読売ジャイアンツの澤村拓一と千葉ロッテマリーンズの香月一也の交換トレードが成立したことを両球団が発表[235]。背番号は澤村が「57」[236]、香月が「68」[237]。
  - NPBは臨時代表者会議で、日本球界を経ずに海外でプレーした選手に対する制限（田澤ルール）の撤廃を決定[238]。これに伴い、10月26日に予定されているドラフト会議で田澤純一自身も指名対象となった[238]。さらに同会議を新型コロナウイルス感染防止を考慮した形[注 27]で実施すると決定[239]。
- 9日
  - 中日ドラゴンズの平田良介が通算1000安打。史上307人目[240]。
  - 読売ジャイアンツの坂本勇人がナゴヤドーム史上初の1試合3本塁打[241]。
  - 読売ジャイアンツ一軍監督の原辰徳が川上哲治と並び球団タイ記録となる通算1066勝を達成[242]。
  - オリックス・バファローズは、T-岡田が本塁打を打ち球団通算8500号本塁打を達成。史上5球団目[243]。
- 10日
  - 北海道日本ハムファイターズの中田翔が通算250本塁打。史上64人目[244]。
  - オリックス・バファローズのアダム・ジョーンズが日米通算2000安打を達成[245]。
- 11日
  - 読売ジャイアンツ一軍監督の原辰徳が川上哲治を超える球団新記録の通算1067勝を達成[246]。
  - 中日ドラゴンズ一軍監督の与田剛が通算100勝を達成[247]。
- 12日
  - 東北楽天ゴールデンイーグルスの渡辺直人が今季限りでの現役引退を表明[248][249]。
  - 埼玉西武ライオンズの山川穂高が通算150本塁打。史上175人目で498試合目での達成は秋山幸二の528試合目を抜き日本人選手最速[250][251]。
  - 北海道日本ハムファイターズは、一軍内野守備コーチの飯山裕志がPCR検査で新型コロナウイルスの陽性反応を示したことを発表[252]。
- 13日
  - 福岡ソフトバンクホークス対埼玉西武ライオンズ第14回戦（ペイペイドーム）で、1回表の西武・外崎修汰の先頭打者本塁打の1点のみで勝利するプロ野球史上7度目の珍事[注 28][254]。一方、ソフトバンクが先頭打者本塁打で敗戦したのは球団では50年ぶり2度目[注 29]。
- 14日
  - オリックス・バファローズが育成契約の大下誠一郎を支配下選手登録。背番号は「40」[256]。また佐野皓大の登録を「右投げ右打ち」から「右投げ両打ち」に変更したことを発表[257]。
- 15日
  - オリックス・バファローズの大下誠一郎が育成ドラフト入団選手初の初打席・初本塁打[258]。
  - 読売ジャイアンツがセ・リーグ史上最速の72試合でマジックナンバー点灯[注 30][259]。
- 16日
  - 読売ジャイアンツは、一軍ヘッドコーチの元木大介が虫垂炎のためこの日入院したことに伴い、復帰するまでの間二軍監督の阿部慎之助が一軍ヘッドコーチ代行に、二軍野手総合コーチの村田修一が二軍監督代行を務めることを発表[260]。元木は10月2日の対阪神タイガース戦（阪神甲子園球場）から復帰した[261]。
  - 読売ジャイアンツが2013年の東北楽天ゴールデンイーグルス以来、7年ぶりに優勝マジックを1日で3つ減らす[262]。
  - 福岡ソフトバンクホークスの川村隆史三軍コンディショニング担当が遠征先の神戸市内でクモ膜下出血のため死去（55歳没）[263][264][注 31]。
- 17日
  - 読売ジャイアンツが育成契約のエスタミー・ウレーニャを支配下選手登録。背番号は「98」[266]。
  - 福岡ソフトバンクホークスの中村晃が通算1000安打。史上308人目[267]。
- 18日
  - 阪神タイガースの大山悠輔が満塁本塁打を含む2打席連続本塁打を月間2度記録。史上初[注 32][268]。
- 19日
  - 横浜DeNAベイスターズのネフタリ・ソトが通算100本塁打。史上297人目。また321試合目での到達は球団史上最速、プロ野球歴代でも山川穂高らと並び6位タイの記録となった[269][270]。
- 20日
  - 東京ヤクルトスワローズが対広島東洋カープ14回戦（神宮球場）で初回先頭打者から3者連続本塁打。1995年10月1日の中日ドラゴンズ[注 33]以来25年ぶり史上5度目で球団及び21世紀では初[272]。
- 21日
  - 広島東洋カープは、DJ.ジョンソンが金銭トレードで東北楽天ゴールデンイーグルスへ移籍することを発表[273]。同日中に支配下選手登録され、背番号は「42」、登録名も「D.J.ジョンソン」に変更[274][275]。
  - 東北楽天ゴールデンイーグルスが育成契約の福山博之を支配下選手登録。背番号は「64」[276]。またコミッショナーの斉藤惇は、前日20日のイースタン・リーグ・対読売ジャイアンツ戦（読売ジャイアンツ球場）で球審に暴言を吐いて退場処分を受けたJ.T.シャギワに対し厳重注意及び制裁金5万円の処分を科した[277]。
  - 千葉ロッテマリーンズは、元中日ドラゴンズで、MLB・ボルチモア・オリオールズ及びマイアミ・マーリンズなどにも在籍した経験を持つチェン・ウェインを獲得し、支配下選手登録したことを発表。背番号は「58」[278][275]。
  - 東京ヤクルトスワローズがセ・リーグワーストとなるシーズン20度目の逆転負け[279]。
- 22日
  - 東北楽天ゴールデンイーグルスが球団通算1000勝[280]。
  - 北海道日本ハムファイターズが育成契約の樋口龍之介を支配下選手登録。背番号は「93」[281]。
  - 広島東洋カープの長野久義が全球団から本塁打を達成。史上39人目。またこの本塁打が球団通算8500号となった[282]。
  - 埼玉西武ライオンズの金子侑司が通算200盗塁。史上78人目[283]。
  - 横浜DeNAベイスターズのホセ・ロペスが日米通算2000試合出場[284]。
  - 読売ジャイアンツ対広島東洋カープ第14回戦（東京ドーム）の2回表広島・松山竜平の打席の際に球審の本田英志がボールカウントを間違え、試合が約2分半中断するハプニング。本当は2ボール2ストライクであったにもかかわらず、本田が3ボール2ストライクにスコアボードを訂正するよう求めたことから混乱が発生。巨人・大城卓三が必死にアピールし、確認作業を経て正確なボールカウントで試合は再開された[285][286]。
- 23日
  - 中日ドラゴンズが育成契約のマルクを支配下選手登録。背番号は「82」[287]。
  - 福岡ソフトバンクホークスのアルフレド・デスパイネが、ソフトバンクが現球団名に改称後球団通算2000号本塁打[288]。
  - 埼玉西武ライオンズが1979年に本拠地を埼玉県所沢市に移転し、球団名に「西武」を冠してから球団通算3000勝[289]。
  - オリックス・バファローズの左澤優が新型コロナウイルスに感染していたことが判明[290]。ただし18日からの二軍の福岡遠征には参加しておらず、また濃厚接触の疑いがある者はいない[291]。
- 24日
  - 埼玉西武ライオンズの中村剛也が本拠地通算200本塁打[292]。史上8人目[293]。
  - オリックス・バファローズの竹安大知が新型コロナウイルスに感染していたことが判明[294]。一軍との接触はなく、前日に感染が判明した左澤優の濃厚接触者が特定されるまで、二軍の全選手が自宅待機する[294]。これを受け、広島東洋カープは25日と26日に山口・由宇球場で開催予定だったウエスタン・リーグの対オリックス戦を中止することを発表した[295]。
- 25日
  - 阪神タイガースの浜地真澄が新型コロナウイルスに感染していたことが判明[296]。この日の二軍・対中日ドラゴンズ戦（ナゴヤ球場）が急遽中止された[297]。
    - 上記の浜地のほかに岩貞祐太、陽川尚将、糸原健斗、馬場皐輔の4人とチームスタッフ2人の計6人が新型コロナウイルスに感染していたことが新たに判明した[298]。岩貞・馬場・小林・小川・岩崎・木浪・糸原・陽川・福留・江越が「感染拡大防止特例2020」の対象となり、能見・藤浪・谷川・斎藤・上本・北條・熊谷・高山・島田が代替選手として登録された[299]。その後の球団の調査で、19日の一軍の名古屋遠征の際、球団が定めた内規に違反して会食を行っていたことが明らかになった[300]。
- 26日
  - オリックス・バファローズのT-岡田が史上12人目となる全打順本塁打を達成[301]。
  - 広島東洋カープが育成契約の藤井黎來を支配下選手登録。背番号は「58」[302]。
- 27日
  - 千葉ロッテマリーンズのレオネス・マーティンがパ・リーグタイ記録（球団初）の1試合5四球[注 34]。史上6人目（7度目）[303]。
- 29日
  - 読売ジャイアンツは、田中貴也が金銭トレードで東北楽天ゴールデンイーグルスへ移籍することを発表。背番号は「55」[304][305]。
  - 阪神タイガースの一軍チームスタッフ1人が新型コロナウイルスに感染していたことが判明した[306]。ただし、同日に阪神甲子園球場で実施される一軍公式戦（対中日ドラゴンズ戦）への影響はない[306]。→ 9月25日の出来事を参照。
  - 広島東洋カープがロベルト・コルニエルとの育成選手契約を発表。背番号は「147」[307][308][309]。
  - 読売ジャイアンツの菅野智之が2004年の岩隈久志に並ぶ開幕投手でシーズン12連勝のプロ野球タイ記録（セ・リーグ初、球団新記録）を達成[310]。
- 30日
  - 阪神タイガースが育成契約の横山雄哉と石井将希を支配下選手登録。背番号は横山が「91」、石井が「93」[311]。
  - 阪神タイガースの一軍チームスタッフ1人が新型コロナウイルスに感染していたことが判明した[312]。ただし、翌日に阪神甲子園球場で実施される一軍公式戦（対中日ドラゴンズ戦）への影響はない[312]。→ 9月25日、29日の出来事を参照。
  - 東北楽天ゴールデンイーグルスの涌井秀章が2リーグ制後初の同一リーグ3球団で二桁勝利を記録[313]。
  - 横浜DeNAベイスターズの梶谷隆幸が球団新記録の月間42安打[314]。

### 10月
- 1日
  - 東北楽天ゴールデンイーグルスの浅村栄斗が通算1000三振。史上71人目[315]。
- 2日
  - 阪神タイガースの西勇輝が通算1500投球回。史上179人目[316]。
  - 北海道日本ハムファイターズが球団通算5000敗。史上5球団目[317]。
- 4日
  - 北海道日本ハムファイターズが球団通算10000試合。史上6球団目[318]。
  - 千葉ロッテマリーンズの岩下大輝と一軍チームスタッフ1人が新型コロナウイルスに感染していたことが判明した[319]。
- 5日
  - NPBはこの日行った理事会などで、読売ジャイアンツが日本選手権シリーズに出場した場合は京セラドーム大阪で開催することが正式報告され承認された。本来の本拠地である東京ドームが都市対抗野球で使用できないための措置[320]。→7月6日の出来事も参照
  - 千葉ロッテマリーンズで新型コロナウイルスの新たな感染者が判明した[321]。これに伴い、6日にロッテ浦和球場で予定されていたイースタン・リーグ公式戦（対横浜DeNAベイスターズ戦）が中止された。→10月4日の出来事も参照。
- 6日
  - 千葉ロッテマリーンズの荻野貴司、清田育宏、角中勝也、菅野剛士、鳥谷敬、三木亮、藤岡裕大と伊志嶺翔大コーチ、チームスタッフ3人の計11人が新型コロナウイルスに感染していたことが判明した[322]。
    - 4日に感染が判明した岩下の濃厚接触者に東妻勇輔、小野郁、山本大貴、和田康士朗が指定された[323]。
    - 「感染拡大防止特例2020」を適用し、藤原恭大、髙部瑛斗、西巻賢二、茶谷健太、福田光輝、宗接唯人、松田進、細谷圭、成田翔、ホセ・フローレス、佐々木千隼、古谷拓郎が出場選手登録され、根元俊一コーチが一軍に合流した[324]。
    - これに伴い、7日から11日のイースタンリーグ公式戦5試合が中止された[325]。→10月4日、5日の出来事も参照。

  - 読売ジャイアンツの菅野智之がプロ野球新記録の開幕投手でシーズン13連勝を達成。同時に通算100勝を記録（史上138人目で平成生まれの投手としては初。192試合目での達成はドラフト制導入後では松坂大輔、上原浩治に次ぐ2番目の早さ）[326]。→9月29日の出来事も参照。
- 7日
  - 千葉ロッテマリーンズの岡大海と一軍チームスタッフ2名が新たに保健所から濃厚接触者に追加特定されたと発表[327]。→10月4日、5日、6日の出来事も参照。
- 8日
  - 8月に道路交通法違反で起訴された埼玉西武ライオンズの佐藤龍世に対し、東京地裁が懲役3か月・執行猶予2年の有罪判決を言い渡した[328]。→8月20日の出来事も参照。
  - 福岡ソフトバンクホークスの中村晃が通算1000試合出場。史上508人目[329]。
  - 読売ジャイアンツ対横浜DeNAベイスターズ18回戦（東京ドーム）の3回裏巨人の攻撃中、レフトスタンドから発せられた反射物らしきものにより「試合の進行の妨げになっている」として試合が数分間中断するハプニングがあった[330]。
- 9日
  - 阪神タイガース球団社長の揚塩健治がチーム内での新型コロナウイルス感染拡大を受けての引責で、11月末の任期満了をもって辞任を表明[331]。→3月26日、9月25日の出来事も参照。
  - 読売ジャイアンツの三軍選手1人とファームスタッフ2人、計3人の新型コロナウイルス感染が判明した。ただし、13日のイースタンリーグ公式戦への影響はない[332]。
- 11日
  - 東京ヤクルトスワローズの五十嵐亮太が今季限りでの現役引退を表明[333]。
  - 福岡ソフトバンクホークスの松田宣浩が通算3000塁打。史上61人目[334]。また、森唯斗が通算100セーブ。史上34人目。同時に史上6人目[注 35]の「100セーブ・100ホールド」をプロ野球史上初の同じ年に達成[335]。→8月20日の出来事も参照。
  - 東北楽天ゴールデンイーグルスの浅村栄斗が球団初の2年連続30本塁打[336]。
- 12日
  - 東京ヤクルトスワローズがガブリエル・イノーアの退団を発表[337]。
  - 広島東洋カープの石原慶幸が今季限りでの現役引退を表明[338]。
- 13日
  - 横浜DeNAベイスターズがセントラル・リーグタイ記録となる9試合連続複数本塁打[339]。
  - 読売ジャイアンツの菅野智之が対広島東洋カープ19回戦（東京ドーム）で敗戦投手となり、プロ野球記録である開幕投手のシーズン連勝が13でストップ[340]。
- 15日
  - 広島東洋カープの菊池涼介が二塁手の連続守備機会無失策記録をセ・リーグ新記録の434に更新（これまでの最長は和田豊の432）[341]。
  - 北海道日本ハムファイターズの近藤健介が1試合4二塁打。史上13人目、日本タイ記録[342]。
- 16日
  - 横浜DeNAベイスターズの佐野恵太が球団タイ記録の5試合連続本塁打[343]。
  - オリックス・バファローズが埼玉西武ライオンズに敗れ、6年連続でシーズン負け越しが確定した[344]。
- 17日
  - 中日ドラゴンズのライデル・マルティネスが24イニング連続奪三振のセ・リーグ新記録を達成[345]。
- 19日
  - 読売ジャイアンツの岩隈久志が今季限りでの現役引退を表明[346]。
  - 東京ヤクルトスワローズの坂口智隆が通算1500安打。史上129人目[347]。
  - 東京ヤクルトスワローズ対阪神タイガース21回戦（阪神甲子園球場）でロベルト・スアレスとアルバート・スアレスの外国人兄弟が史上初の同一試合に登板[348]。
- 20日
  - 埼玉西武ライオンズの髙橋朋己が今季限りでの現役引退を表明[349]。
  - 福岡ソフトバンクホークスの周東佑京がシーズン40盗塁。育成出身選手史上2人目[350]。
- 21日
  - 中日ドラゴンズのダヤン・ビシエドが通算100本塁打。史上298人目[351]。
- 22日
  - コミッショナーの斉藤惇は、前日21日のウエスタン・リーグ・広島東洋カープ対福岡ソフトバンクホークス戦（由宇球場）で球審の投球判定に対して暴言を吐き退場処分を受けたソフトバンクの佐藤直樹に対して厳重注意と制裁金5万円の処分にしたことを発表[352]。
  - 中日ドラゴンズの大野雄大が連続無失点の球団記録「40回1/3」を更新。この試合でセ・リーグ5位の「45回」とした[353]。
  - 東北楽天ゴールデンイーグルスの岸孝之が通算2000投球回。史上90人目[354]。
  - 福岡ソフトバンクホークスの周東佑京が42盗塁。育成出身選手のシーズン最多盗塁記録を更新[355]。
- 23日
  - 阪神タイガースのジェフリー・マルテが1イニング3失策。一塁手のリーグワーストを更新[356]。その後、一塁手で1試合4失策のプロ野球記録を樹立[357]。
- 24日
  - 東京ヤクルトスワローズの中澤雅人が今季限りでの現役引退を表明[358]。
  - 横浜DeNAベイスターズのホセ・ロペスが日米通算2000安打[359]。また、一軍監督のアレックス・ラミレスの今季限りでの退任を発表[360]。
  - 阪神タイガースのジェリー・サンズが対読売ジャイアンツ22回戦（東京ドーム）の8回表に見逃し三振に倒れた際、球審に対して激高しヘルメットを叩き付け、これが侮辱行為と判断され退場処分[361]。コミッショナーの斉藤惇は26日、サンズに対して厳重注意及び制裁金10万円の処分を科した[362]。
  - 東京ヤクルトスワローズ対中日ドラゴンズ22回戦（神宮球場）にて、嵐のライブ「嵐フェス2020」の事前収録で隣接する国立競技場から、演出の風船や花火の煙が球場に流れ込んだ影響で試合が2度中断するハプニング[363]。
- 25日
  - 福岡ソフトバンクホークス対埼玉西武ライオンズ20回戦（福岡PayPayドーム）でソフトバンクが西武を7-2で破りクライマックスシリーズ進出が決定[364]。
  - 千葉ロッテマリーンズの鳥谷敬が通算350二塁打。史上46人目[365]。
  - 東京ヤクルトスワローズの五十嵐亮太が4つの年代（1990年代、2000年代、2010年代、2020年代）で登板。史上5人目[366]。
  - オリックス・バファローズが、対千葉ロッテマリーンズ23回戦（京セラドーム大阪）で1-10で大敗、6年連続のBクラスが確定[367]。
- 26日
  - プロ野球ドラフト会議 supported by リポビタンDが行われ、支配下で73人、育成で49人の計122名がプロから指名を受けた[368]。
- 27日
  - 北海道日本ハムファイターズの浦野博司が今季限りでの現役引退を発表[369]。
  - 福岡ソフトバンクホークス対千葉ロッテマリーンズ19回戦（福岡PayPayドーム）でソフトバンクがロッテに5-1で勝利し、パシフィック・リーグ優勝を決める。3年ぶり19回目[370]。また、この試合でソフトバンクの周東佑京が球団新記録となる10試合連続盗塁成功[371]。
  - 埼玉西武ライオンズ一軍監督の辻発彦が監督通算300勝。球団史上6人目[372]。
- 28日
  - 福岡ソフトバンクホークスの周東佑京が11試合連続盗塁成功。福本豊の持つプロ野球記録に並ぶ[373]。
  - イースタン・リーグで東北楽天ゴールデンイーグルスが2年連続2度目の優勝を果たす[374]。
  - 千葉ロッテマリーンズの鳥谷敬が遊撃手として通算1768試合出場し、石井琢朗の1767試合を抜きプロ野球最多記録を更新[375]。
- 29日
  - ウエスタン・リーグで、福岡ソフトバンクホークスが2年連続13度目の優勝。一軍との同時優勝は5年ぶり[376]。
  - 中日ドラゴンズの大野雄大が対阪神タイガース24回戦（阪神甲子園球場）の1回裏に失点し、連続イニング無失点記録が「45回」でストップ[377]。
  - 福岡ソフトバンクホークスの周東佑京が12試合連続盗塁成功のプロ野球新記録を樹立[378]。
  - 読売ジャイアンツの丸佳浩が通算200号本塁打。史上109人目[379]。
  - オリックス・バファローズが、対北海道日本ハムファイターズ20回戦（札幌ドーム）で3-4で敗れ、2年連続の最下位が決定[380]。
  - 球団から来季構想外を伝えられていた阪神タイガースの福留孝介[381]と能見篤史[382]が、それぞれ現役続行を目指し今季限りでの退団を明言。
- 30日
  - 福岡ソフトバンクホークスが月間21勝。プロ野球記録に並ぶ[383]。
  - 読売ジャイアンツ対東京ヤクルトスワローズ20回戦（東京ドーム）で巨人とヤクルトが3-3で引き分け、横浜DeNAベイスターズ対阪神タイガース21回戦（横浜スタジアム）でDeNAと阪神が3-3で引き分けたため、巨人が2年連続・47回目のセ・リーグ優勝[384]。一方、ヤクルトは2年連続の最下位が確定[385]。
  - 北海道日本ハムファイターズの宮西尚生が13年連続50試合登板[386]。
- 31日
  - 横浜DeNAベイスターズのホセ・ロペスがNPB通算1000安打。史上309人目。外国人選手初のNPBとMLBで各1000安打達成となる[387]。
  - 福岡ソフトバンクホークスが、対埼玉西武ライオンズ22回戦（メットライフドーム）で2-11で勝利。10月戦績を22勝4敗1分貯金18とし、月間勝利数と月間貯金数のプロ野球新記録を達成[388]。また、この試合ソフトバンクの周東佑京は盗塁の機会が無く、連続試合盗塁記録は13でストップ[389]。
  - 広島東洋カープの長野久義が、通算150本塁打。史上176人目[390]。
  - 千葉ロッテマリーンズ対東北楽天ゴールデンイーグルス23回戦（ZOZOマリン）で、6回裏に右翼付近の日差しがきつく選手や審判が目を開けられず、試合が中断する珍事が発生[391]。

### 11月
- 1日
  - 中日ドラゴンズの吉見一起が今季限りでの現役引退を表明[392]。
  - 福岡ソフトバンクホークスの内川聖一が、現役続行を目指し今季限りでの退団を表明[393]。一方球団も翌2日に内川と来季の契約を結ばないことを発表した[394]。
  - 千葉ロッテマリーンズの清田育宏が全打順本塁打。史上13人目[395]。
  - 埼玉西武ライオンズが平尾博司二軍打撃コーチの契約解除を発表[396]。
  - 阪神タイガースの藤川球児が「第35回 龍馬賞」を受賞[397]。
- 2日
  - 戦力外通告期間開始。今年は例年と異なり第一次第二次に分けず、日本シリーズ終了翌日（移動のある球団のみ翌々日）まで。
  - 東京ヤクルトスワローズの井野卓が今季限りでの現役引退を表明[398][399]。
  - 広島東洋カープは二軍監督の水本勝己が自ら辞任を申し入れ、これを了承したことを発表。8日から始まるみやざきフェニックス・リーグは二軍打撃コーチの東出輝裕が監督代行を務める[400]。
  - 読売ジャイアンツは、藤岡貴裕、田原誠次、村上海斗、加藤脩平、育成契約の高山竜太朗、髙井俊、笠井駿、レイミン・ラモス、巽大介、橋本篤郎、山上信吾、荒井颯太、比嘉賢信、折下光輝の14選手と来季の契約を結ばないことを発表[401]。
  - 東京ヤクルトスワローズは、近藤一樹、山中浩史、風張蓮、山田大樹、平井諒、田川賢吾、育成契約の日隈ジュリアスの7選手と来季の契約を結ばないことを発表[402]。
- 3日
  - 埼玉西武ライオンズは、多和田真三郎、相内誠、藤田航生の3選手と来季の契約を結ばないことを発表[403]。相内は現役引退をInstagramで発表[404]。一方多和田は育成契約を結ぶ予定[405]。
  - 中日ドラゴンズは、小熊凌祐、伊藤準規、阿知羅拓馬、鈴木翔太、石川駿、育成契約の浜田智博、大蔵彰人の7選手と来季の契約を結ばないことを発表。このうち石川駿と浜田智は現役を引退する意向[406][407]。
  - 横浜DeNAベイスターズは、赤間謙、浜矢広大、古村徹、藤岡好明、飛雄馬、石川雄洋、百瀬大騎の7選手と来季の契約を結ばないことを発表[408]。
  - 千葉ロッテマリーンズ対福岡ソフトバンクホークス22回戦（ZOZOマリンスタジアム）の5回裏ロッテの攻撃中、西日が強く差し込んだ影響により試合が14分間中断した。同様の中断は同じZOZOマリンで行われた10月31日のロッテ対東北楽天ゴールデンイーグルス戦でも発生しており、2試合連続の珍事となった[409][410]。→10月31日の出来事も参照
  - 福岡ソフトバンクホークスのリバン・モイネロが通算100ホールド。史上33人目[411]。また、森唯斗が球団新記録の7年連続50試合登板[411]。
  - 阪神タイガースは、二軍チーフコーチの高代延博、二軍投手コーチの香田勲男の両名と来季の契約を結ばないことを発表[412]。
- 4日
  - オリックス・バファローズは山崎勝己が今季限りで現役を引退することを発表[413]。さらに東明大貴、左澤優、飯田大祐、白崎浩之、小島脩平、松井佑介、根本薫、育成契約の比屋根彰人の8選手と来季の契約を結ばないことを発表[414]。
  - 広島東洋カープは戸田隆矢、藤井皓哉、平岡敬人の3選手と来季の契約を結ばないことを発表。戸田は育成契約する意向[415]。
  - 阪神タイガースは岡﨑太一、伊藤隼太、高野圭佑、横山雄哉、福永春吾の5選手と来季の契約を結ばないことを発表[416]。
  - 福岡ソフトバンクホークスは古澤勝吾、小澤怜史、堀内汰門、渡辺健史、野澤佑斗、大本将吾、清水陸哉、日暮矢麻人の育成8選手と来季の契約を結ばないことを発表[417]。
  - 千葉ロッテマリーンズは内竜也、細川亨、細谷圭の3選手と来季の契約を結ばないことを発表[418]。細川亨は現役引退の意向[419]。
  - 福岡ソフトバンクホークスの千賀滉大が通算1000奪三振。史上151人目で通算855回1/3での達成は、野茂英雄の871回を抜きパシフィック・リーグ最速[420][421]。
  - NPB審判員の佐々木昌信がこの日の埼玉西武ライオンズ対北海道日本ハムファイターズ24回戦（メットライフドーム）をもって審判を引退[422]。
- 5日
  - 北海道日本ハムファイターズは黒羽根利規と白村明弘の両選手と来季の契約を結ばないことを発表。うち白村は現役引退の意向[423]。
  - 広島東洋カープは、小窪哲也を今季限りで自由契約とすることを発表[424]。
  - 東北楽天ゴールデンイーグルスは由規、渡邊佑樹、熊原健人、山下斐紹、ルシアノ・フェルナンド、育成契約の木村敏靖、南要輔、松本京志郎、中村和希、耀飛の10選手と来季の契約を結ばないことを発表。渡邊は育成契約する意向[425]。
  - 東京ヤクルトスワローズの村上宗隆が、1イニングで二盗・三盗・本盗の全てを成功させるパーフェクトスチールを達成。1979年の島田誠以来41年ぶり、史上17人目[426]。
  - オリックス・バファローズは、二軍打撃コーチの後藤光尊と育成コーチの鈴木郁洋の両名と来季の契約を結ばないことを発表[427]。
  - 中日ドラゴンズが対横浜DeNAベイスターズ24回戦（ナゴヤドーム）で勝利したため8年ぶりのAクラスが確定[428]。
- 6日
  - 千葉ロッテマリーンズは渡邉啓太、三家和真、育成契約の鎌田光津希の3選手に対して来季の契約を結ばないことを発表[429]。
  - NPB審判員の佐藤純一がこの日のオリックス・バファローズ対北海道日本ハムファイターズ24回戦（京セラドーム大阪）をもって審判を引退[430]。
  - オリックス・バファローズの小島脩平と松井佑介が今季限りでの現役引退を表明[431]。
  - 阪神タイガースが、福留孝介、能見篤史、上本博紀の退団を正式に発表[432]。
- 7日
  - 東北楽天ゴールデンイーグルスは、久保裕也の今季限りでの現役引退を発表[433]。
  - ファーム日本選手権（ひなたサンマリンスタジアム宮崎）で、東北楽天ゴールデンイーグルスが福岡ソフトバンクホークスに6-4で勝利し、初のファーム日本一を達成[434]。
- 8日
  - 東北楽天ゴールデンイーグルスが、笘篠誠治外野守備走塁コーチの退任を発表[435]。
  - 読売ジャイアンツの坂本勇人が通算2000本安打。史上53人目。31歳10か月での到達は、NPBのみでの達成[注 36]では榎本喜八（31歳7か月）に次ぐ歴代2位[436]。
  - 千葉ロッテマリーンズ対埼玉西武ライオンズ24回戦（ZOZOマリンスタジアム）でロッテが西武に8-2で勝利したことで2位が確定。クライマックスシリーズ進出は4年ぶり[437]。
  - 中日ドラゴンズはソイロ・アルモンテ、モイセ・シエラ、エンニー・ロメロ、ルイス・ゴンザレス、育成契約のサンディ・ブリトーの5外国人選手と来季の契約を結ばないことを発表[438]。
- 9日
  - セントラル・リーグの来季公式戦の試合日程が発表[439][440]。
    - 143試合制。7月19日から8月12日は東京五輪開催予定で中断。期間中、横浜DeNAベイスターズは東京ドームと神宮球場で、東京ヤクルトスワローズは東京ドームでそれぞれ主催。
    - 開幕は3月26日（読売ジャイアンツ対DeNA、ヤクルト対阪神タイガース、広島東洋カープ対中日ドラゴンズ）。
    - セ・パ交流戦、地方球場での公式戦、セ・リーグのCSの実施。

  - パシフィック・リーグ公式戦の全日程が終了。
  - 千葉ロッテマリーンズは大谷智久に対して来季の契約を結ばないことを発表[441]。また細川亨が今季限りでの現役引退を表明[442]。→11月4日の出来事も参照
  - 東北楽天ゴールデンイーグルスの涌井秀章が最多勝。3球団での獲得は史上初（通算4度目 ※歴代3位タイ）[443]。
  - 福岡ソフトバンクホークスの千賀滉大が投手3冠（最多勝・最多奪三振・最優秀防御率）。2年ぶり・史上20人目（パ・リーグでは14年ぶり）[444]。最多勝を3投手が獲得するのは両リーグで22年ぶり[444]。また、周東佑京が盗塁王を獲得。育成出身選手の打撃部門タイトル獲得は史上初[445]。規定打席未満での盗塁王は9年ぶり11人目（50盗塁以上は史上2人目、パ・リーグでは初）[445]。
  - 埼玉西武ライオンズは一軍監督の辻発彦に来季続投を要請し、辻もこれを受諾したことを発表[446]。
- 10日
  - 広島東洋カープの鈴木誠也が球団初の5年連続で打率3割を記録[447]。
  - 横浜DeNAベイスターズはエドウィン・エスコバー及びタイラー・オースティンの両外国人選手と来季の契約を結ぶことを決定したことを発表[448]。
- 11日
  - 読売ジャイアンツは宮國椋丞とナティーノ・ディプランの両選手に対して来季の契約を結ばないことを通告。また高木京介を自由契約とすることを発表。高木京は育成契約を打診する意向[449]。
  - 東京ヤクルトスワローズは藤井亮太、上田剛史、田代将太郎の3選手に対して来季の契約を結ばないことを発表[450]。また契約満了に伴い、斎藤隆一軍投手コーチと河田雄祐一軍外野守備走塁コーチが退任[451]。
  - 埼玉西武ライオンズは、新たな二軍コーチ陣に大石達也（投手）、高山久（打撃）、鬼崎裕司（内野守備・走塁）の就任を発表[452]。
  - 広島東洋カープの菊池涼介が二塁手としてプロ野球史上初となるシーズン無失策、守備率10割を達成[453]。
  - 福岡ソフトバンクホークスは、二軍監督の小川一夫、二軍打撃コーチの新井宏昌、二軍投手コーチの久保康生、以上3名の退任を発表[454]。
  - 中日ドラゴンズの大野雄大が今季取得したFA権を行使せず、球団に残留することを表明[455]。
- 12日
  - 東北楽天ゴールデンイーグルスは来季、一軍新監督に石井一久、二軍新監督に三木肇[456]、一軍外野守備走塁コーチに岡田幸文、二軍投手コーチに久保裕也[457]がそれぞれ就任することと、一軍投手コーチの伊藤智仁が契約満了に伴い退任することを発表[458]。
  - オリックス・バファローズは、一軍監督代行の中嶋聡が来季より一軍監督に就任することを発表[459]。
  - 広島東洋カープはエマイリン・モンティージャと育成契約のアルフレッド・メナの両外国人選手に対して来季の契約を結ばないことを発表[460]。
- 13日
  - 埼玉西武ライオンズは野田昇吾、國場翼、水口大地、永江恭平、森越祐人の5選手に対して来季の契約を結ばないことを発表[461]。
- 14日
  - 東北楽天ゴールデンイーグルスは、一軍作戦コーチの野村克則が来季より育成捕手コーチに就任することと、近藤弘樹に来季の契約を結ばないことを発表[462][463]。
  - セントラル・リーグ公式戦の全日程が終了。
- 15日
  - 横浜DeNAベイスターズは、来季から佐野恵太の背番号を44から7に変更すると発表[464]。
  - クライマックスシリーズで福岡ソフトバンクホークスが千葉ロッテマリーンズに2連勝し、日本シリーズ進出決定。4年連続20度目[465]。
- 16日
  - 横浜DeNAベイスターズはホセ・ロペスとスペンサー・パットンの両外国人選手に対して来季の契約を結ばないことを通告[466]。また一軍外野守備走塁コーチの上田佳範の退任を発表[467]。
  - 東京ヤクルトスワローズの山中浩史が現役引退を表明[468]。またアルシデス・エスコバーとマット・クックの退団を発表した一方、スコット・マクガフとアルバート・スアレスの両名と契約を更新したことを発表。マクガフは2年契約、スアレスは単年契約[469][470]。
  - 北海道日本ハムファイターズはドリュー・バーヘイゲンとブライアン・ロドリゲスの両選手と来季の契約で合意したことを発表[471]。
  - 広島東洋カープは新外国人選手としてリトアニア出身で今季はMLB・ピッツバーグ・パイレーツに在籍していたドビーダス・ネバラスカスと、同じくMLB・アリゾナ・ダイヤモンドバックスに在籍していたケビン・クロンの両選手との契約に合意したことを発表。背番号はいずれも未定[472]。
- 17日
  - 横浜DeNAベイスターズは、二軍監督の三浦大輔が来季より一軍監督に就任することを発表。当日就任会見を行い、背番号は18から81に変更となる[473]。
  - 広島東洋カープの松山竜平が今季取得した海外FA権を行使せず球団に残留することを表明[474]。
  - 北海道日本ハムファイターズは一軍監督の栗山英樹が来季も指揮を執ることが決定したことを発表。栗山は球団最長記録となる監督就任10年目となる[475]。
  - 千葉ロッテマリーンズは一軍監督の井口資仁の続投を正式決定したことを発表[476]。
  - みやざきフェニックス・リーグ・東北楽天ゴールデンイーグルス対阪神タイガース戦（ひなたサンマリンスタジアム宮崎）の1回表、楽天の清宮虎多朗が1イニング3ボークを取られる珍事。いずれもセットポジション時に完全に静止していなかったことからボークを取られたもの[477]。
  - 日本野球機構がフリーエージェント権有資格者名簿を公示。国内38名、海外59名の計97名[478]。
- 18日
  - 横浜DeNAベイスターズは、来季からの二軍監督に仁志敏久が就任することを発表。背番号は87[479]。
  - 福岡ソフトバンクホークスは、吉住晴斗と育成契約の田城飛翔に来季の契約を結ばないことを発表。吉住には育成での再契約を打診[480]。
  - 北海道日本ハムファイターズは、二軍打撃コーチの吉岡雄二が契約満了に伴い退団することを発表[481]。またクリスチャン・ビヤヌエバの退団が決定したことを発表[482]。
  - プロ野球12球団のオーナー会議が東京都内で開かれ、コミッショナー職に斉藤惇の再任が決定。任期は2年[483]。
- 19日
  - 広島東洋カープは来季のコーチングスタッフを以下の通り発表。河田雄祐（東京ヤクルトスワローズ一軍外野守備走塁コーチ → 一軍ヘッドコーチ）、永川勝浩（二軍投手コーチ → 一軍投手コーチ）、玉木朋孝（二軍内野守備走塁コーチ → 一軍内野守備走塁コーチ）、高信二（一軍ヘッドコーチ → 二軍監督）、山田和利（一軍内野守備走塁コーチ → 二軍内野守備走塁コーチ）、小林幹英（三軍投手強化担当コーチ → 二軍投手コーチ）、澤﨑俊和（一軍投手コーチ → 三軍投手強化担当コーチ）[484]。
  - 日本野球機構は、選手の肉体的負担とリスク軽減のため、今季に限り日本シリーズの全試合でDH制を採用することを決定（1985年以来、2度目）。福岡ソフトバンクホークス側の提案を、読売ジャイアンツ側が了承[485]。
  - 読売ジャイアンツは、直江大輔、山下航汰の両選手と来季の契約を結ばないことを発表。ともに育成での再契約を打診[486]。
  - 東京ヤクルトスワローズは、今期国内FA権を取得した山田哲人、石山泰稚の両選手と複数年契約で合意、ともにFA権を行使せず残留することを公表[487][488]。
- 20日
  - NPBは、阪神タイガースのジャスティン・ボーアを自由契約選手として公示したことを発表[489]。
  - 広島東洋カープは3選手の背番号変更を発表。九里亜蓮が12から11に、坂倉将吾が61から31に、矢崎拓也が13から41にそれぞれ変更[490]。
  - 埼玉西武ライオンズは、北海道日本ハムファイターズの吉川光夫を金銭トレードで獲得したと発表[491]。また戦力外通告を受けた國場翼が現役を引退し、打撃投手兼スコアラーとして球団に残ることを発表[492]。→11月13日の出来事も参照
  - 読売ジャイアンツはイスラエル・モタに対して来季の契約を結ばないことを通告[493]。
  - 阪神タイガースは、12月1日で退任する揚塩健治球団社長の後任に藤原崇起オーナーが就任することを発表した[494]。
- 21日
  - 東北楽天ゴールデンイーグルスの青山浩二が今季限りでの現役引退を表明[495]。
  - 横浜DeNAベイスターズは、元MLB・シンシナティ・レッズ傘下のケビン・シャッケルフォードと来季の育成選手契約を結んだことを発表[496]。
  - 福岡ソフトバンクホークスが、京セラドーム大阪で行われた読売ジャイアンツとの日本シリーズの初戦に勝利し、シリーズ9連勝のプロ野球新記録を樹立[497]。
- 23日
  - 沢村栄治賞選考委員会は、今年度の同賞を中日ドラゴンズの大野雄大に授与することに決定。大野は初受賞[498]。
- 24日
  - 北海道日本ハムファイターズは、今季まで横浜DeNAベイスターズで一軍外野守備走塁コーチを務めた上田佳範の一軍外野守備走塁コーチ就任と、一軍外野守備コーチ兼打撃コーチ補佐である矢野謙次の二軍打撃コーチへ配置転換を発表[499]。
  - 横浜DeNAベイスターズは、MLB・サンディエゴ・パドレス傘下のスターリン・コルデロと来季の育成選手契約を結んだことを発表[500]。
- 25日
  - 北海道日本ハムファイターズは、宮台康平、吉田侑樹、鈴木遼太郎、姫野優也の4選手に来季の契約を更新しないと通告した[501]。
  - オリックス・バファローズは、若月健矢の背番号を37から2に変更することを発表[502]。
  - 東京ヤクルトスワローズは、今季東北楽天ゴールデンイーグルスの一軍投手チーフコーチを務めた伊藤智仁が一軍投手コーチに、尾花髙夫が二軍投手チーフコーチにそれぞれ就任することを発表[503]。
  - 福岡ソフトバンクホークスが、SMBC日本シリーズ・第4戦（福岡PayPayドーム）で読売ジャイアンツに4対1で勝利し、4勝0敗で4年連続11度目の日本一を達成。2年連続の4連勝は日本シリーズ初であり、4年連続の日本一はパシフィック・リーグ初[504][505][506]。また、パ・リーグ全体での通算8連覇も史上初となった。一方、敗れた巨人はシリーズワーストタイの9連敗となった[505]。この試合で6回裏に登板した巨人のチアゴ・ビエイラが日本シリーズ最速を更新する164km/hを記録した[507]。シリーズMVPにはソフトバンクの栗原陵矢が選出[508]。なお、胴上げは新型コロナウイルスの感染拡大を受け、中止となった。
- 26日
  - 広島東洋カープはクリス・ジョンソンとホセ・ピレラの退団を発表する一方、テイラー・スコットと来季の契約を締結したことを発表[509]。また、元MLB・テキサス・レンジャーズのカイル・バードと契約合意に達したことを発表[510]。
  - 福岡ソフトバンクホークスは、加治屋蓮、松田遼馬、西田哲朗の3選手と来季の契約を結ばないことを発表[511]。
  - 読売ジャイアンツは、吉川大幾と来季の契約を結ばないことを発表[512]。
  - 北海道日本ハムファイターズは、有原航平のポスティングシステムを利用したメジャー移籍を承認、申請したことを発表[513]。
  - 千葉ロッテマリーンズは、原嵩と来季の契約を結ばないことを発表。育成での再契約の方針[514]。
  - オリックス・バファローズは、近藤大亮、西浦颯大と来季の契約を結ばないことを発表。ただし、治療に専念するための育成契約を締結する方針[515]。また、今季まで広島東洋カープで二軍監督を務めた水本勝己が一軍ヘッドコーチに、梵英心が一軍打撃コーチに、入来祐作が二軍投手コーチにそれぞれ来季から就任することを発表[516]。
  - 中日ドラゴンズは垣越建伸と竹内龍臣の両名に対して戦力外通告したことを発表。ただしいずれも育成選手として再契約する方針[517]。
- 27日
  - 横浜DeNAベイスターズは、今季まで一軍監督を務めたアレックス・ラミレスの退団を正式に発表。球団側は監督退任後のポストを用意し残留交渉を続けていたが、本人が固辞したことによるもの[518]。
  - 東京ヤクルトスワローズは、今季MLB・ピッツバーグ・パイレーツでプレーしていたホセ・オスナの獲得を発表[519]。
  - 北海道日本ハムファイターズは、元MLB・ミルウォーキー・ブルワーズ傘下のロニー・ロドリゲスの獲得を発表[520]。
  - 阪神タイガースの横山雄哉が自身のInstagramで今季限りで現役を引退することを表明。横山は4日に球団から戦力外通告を受けていた[521]。→11月4日の出来事も参照
  - 東北楽天ゴールデンイーグルスの塩見貴洋が今季取得した国内FA権を行使せず球団に残留することを表明[522]。
  - 戦力外通告期間が終了[523]。
- 28日
  - 横浜DeNAベイスターズは藤岡好明が今季限りで現役を引退し、来季から二軍投手コーチに就任することを発表。背番号は「95」となる[524]。
  - 広島東洋カープは、2021年のキャッチフレーズを『バリバリバリ』に決定したことを発表[525]。
  - 中日ドラゴンズは、梅津晃大の背番号が「28」から来季は「18」に変更となることを発表[526]。
  - 読売ジャイアンツは、育成選手の広畑塁と小山翔平に対し、来季の契約を結ばないと通告した[527]。
  - 三井不動産が東京ドームに対しTOBを実施。読売グループとの業務提携で、運営側と球団側の課題解消に繋がる友好的TOBである[528]。
- 29日
  - 横浜DeNAベイスターズは、来季のコーチングスタッフを以下の通り発表。三浦大輔（一軍監督）、青山道雄（一軍ヘッドコーチ）、坪井智哉・嶋村一輝（一軍打撃コーチ）、木塚敦志・川村丈夫（一軍投手コーチ）、永池恭男（一軍内野守備走塁コーチ）、小池正晃（一軍外野守備走塁コーチ）、新沼慎二（一軍バッテリーコーチ）、藤田和男（一軍ブルペン担当バッテリーコーチ）、田代富雄（巡回打撃コーチ）、仁志敏久（二軍監督）、万永貴司（二軍総合コーチ）、大村巌・下園辰哉（二軍打撃コーチ）、大家友和・牛田成樹・藤岡好明（二軍投手コーチ）、柳田殖生・田中浩康（二軍守備走塁コーチ）、鶴岡一成（二軍バッテリーコーチ）[529]。
  - 読売ジャイアンツは二軍投手コーチの木佐貫洋と三軍内野守備走塁コーチの藤村大介の両名が退団し、共に球団フロント入りすることを発表[530]。
- 30日
  - 北海道日本ハムファイターズの杉谷拳士が今季取得した海外FA権を行使せず、球団に残留することを表明[531]。
  - 千葉ロッテマリーンズの澤村拓一が海外FA権を行使し、MLBへの移籍を目指すことを表明[532]。
  - 広島東洋カープの田中広輔が今季取得した国内FA権を行使せず、球団に残留することを表明[533]。
  - 横浜DeNAベイスターズは、レミー・コルデロ、ジョフレック・ディアス、フランディー・デラロサの3外国人選手と来季も育成選手契約を結んだことを発表[534]。→6月18日の出来事も参照
  - 阪神タイガースは、読売ジャイアンツの山本泰寛を金銭トレードで獲得したことを発表[535]。
  - 北海道日本ハムファイターズは、来季のコーチングスタッフを以下の通り発表。上田佳範（一軍外野守備走塁コーチ）、渡辺浩司（二軍打撃コーチ）、荒木大輔（二軍監督 → 一軍投手コーチ）、木田優夫（一軍投手コーチ → 二軍総合兼投手コーチ）、髙橋信二（二軍バッテリー兼打撃コーチ補佐 → 一軍打撃コーチ）、小田智之（二軍打撃コーチ → 一軍打撃コーチ）、原田豊（二軍総合コーチ → 二軍監督）、矢野謙次（一軍外野守備兼打撃コーチ補佐 → 二軍打撃コーチ）[536]。

### 12月
- 1日
  - 阪神タイガースは、梅野隆太郎、岩崎優、北條史也、尾仲祐哉、長坂拳弥の背番号変更を発表。梅野は「44」→「2」、岩崎は「67」→「13」、北條は「2」→「26」、尾仲は「27」→「40」、長坂は「39」→「57」へ変更される[537][538]。
  - 野球殿堂入りの新たな候補者11人（投手：山本昌、西口文也、斎藤隆、川上憲伸。野手：谷繁元信、松中信彦、谷佳知、小笠原道大、和田一浩、高橋由伸、井端弘和）が発表された[539]。
  - 東北楽天ゴールデンイーグルスの岡島豪郎が国内FA権を行使せず、球団に残留することを表明[540]。また山﨑幹史が来季から登録名を本名の「山﨑剛」に再改名することを発表[541]。
- 2日
  - 東北楽天ゴールデンイーグルスは以下の3選手の背番号変更を発表。釜田佳直が21→41、菅原秀が45→59、武藤敦貴が71→50にそれぞれ変更[542]。
  - 横浜DeNAベイスターズは、ネフタリ・ソトと来季から3年契約を締結したことを発表[543]。
  - 埼玉西武ライオンズの熊代聖人が今季取得した国内FA権を行使した上で球団に残留することを表明[544]。また球団は2選手の背番号変更を発表。齊藤大将が19から57に、粟津凱士が26から67にそれぞれ変更となる[545]。
  - 北海道日本ハムファイターズは村田透とニック・マルティネスの両選手の退団を発表。NPBからも自由契約選手として公示された[546]。
  - 福岡ソフトバンクホークスの長谷川勇也が海外FA権を行使せず球団に残留することを表明[547]。
  - 東京ヤクルトスワローズを今季戦力外となっていた上田剛史が現役引退を表明[548]。→ 11月11日の出来事参照
  - 読売ジャイアンツは、来季のコーチングスタッフを以下の通り発表（※は新加入）[549]。
    - 【一軍】原辰徳（監督）、元木大介（ヘッドコーチ）、後藤孝志（野手チーフコーチ）、吉村禎章（作戦コーチ）、石井琢朗（野手総合コーチ）、村田修一（二軍野手総合コーチ → 野手総合コーチ）、宮本和知（投手チーフコーチ）、杉内俊哉（二軍投手コーチ → 投手コーチ）、相川亮二（バッテリーコーチ）、村田善則（ブルペンコーチ）、ジョン・ターニー（トレーニングコーチ）
    - 【二軍】阿部慎之助（監督）、※金杞泰（ヘッドコーチ）、古城茂幸（野手総合コーチ）、松本哲也（野手総合コーチ）、山口鉄也（投手コーチ）、實松一成（バッテリーコーチ）、※高橋信夫（ブルペンコーチ）、石森卓（トレーニングコーチ）
    - 【三軍】二岡智宏（監督）、片岡治大（野手総合コーチ）、金城龍彦（野手総合コーチ）、三沢興一（投手コーチ）、※青木高広（投手コーチ）、 加藤健（バッテリーコーチ）、穴吹育大（トレーニングコーチ）、山崎章弘（巡回打撃コーチ）、会田有志（巡回投手コーチ兼トレーニング統括）
- 3日
  - 千葉ロッテマリーンズの松永昂大が国内FA権を行使することを表明[550]。
  - 東北楽天ゴールデンイーグルスは、担当スタッフの体調不良を理由に3日と4日に予定していた契約更改交渉を7日以降に延期すると発表[551]。
  - 福岡ソフトバンクホークスは、来季の一軍ヘッドコーチに球団OBで元侍ジャパン監督の小久保裕紀が就任することを発表。背番号は「90」[552]。
  - 中日ドラゴンズは、元MLB・コロラド・ロッキーズ傘下のマイク・ガーバーと元MLB・カンザスシティ・ロイヤルズのランディ・ロサリオの両外国人選手と契約合意したことを発表[553]。
  - 北海道日本ハムファイターズは、元MLB・アトランタ・ブレーブスのロビー・アーリンと契約合意したことを発表[554]。
  - 東京ヤクルトスワローズは、元MLB・クリーブランド・インディアンスのドミンゴ・サンタナとの契約締結を発表。背番号は「25」[555]。
- 4日
  - 千葉ロッテマリーンズの唐川侑己[556]、荻野貴司、清田育宏がそれぞれFA権を行使せず球団に残留することを表明[557]。
  - 埼玉西武ライオンズの増田達至がオンライン会見で国内FA権を行使した上で球団に残留することを表明[558]。
  - パシフィック・リーグは来季の公式戦日程を発表。開幕は3月26日でセ･リーグと同時。ただし延期された東京五輪が開催される関係で7月19日から8月12日までは中断期間となる。また札幌ドームが五輪のサッカー会場に指定され使用出来ない期間があるため、北海道日本ハムファイターズは当該期間中に静岡、那覇、旭川、釧路、帯広でホームゲームを行う。なおコロナウイルスの感染の状況によっては開催球場などが変更となる可能性があるとした[559]。
  - 東京ヤクルトスワローズは、以下の5選手の背番号変更を発表。長谷川宙輝が90→53、歳内宏明が91→62、中尾輝が13→63、大下佑馬が15→64、松本友が93→65に変更[560]。また球団は、元MLB・ヒューストン・アストロズのサイ・スニードを獲得したことを発表。背番号は「54」[561]。さらに小川泰弘がFA権を行使する意向を球団に伝達したことが判明[562]。
  - オリックス・バファローズは育成選手契約していた黒木優太が支配下選手に復帰することを発表。背番号も「54」に戻される[563]。
  - 北海道日本ハムファイターズの宮西尚生が海外FA権を行使せず球団に残留し、2年契約を結んだことを発表[564]。
- 5日
  - 読売ジャイアンツは、以下2選手の背番号変更を発表。湯浅大（93→00）、香月一也（68→66）[565][566]。
  - 阪神タイガースはこの日オンライン開催されたファン感謝デーで、来季のスローガンを『挑・超・頂 -挑む、超える、頂へ-』にしたことを発表[567]。
- 6日
  - 東京ヤクルトスワローズはこの日開催されたファン感謝デーで、来季のスローガンを『真価 進化 心火』にしたことを発表[568]。
- 7日
  - 12球団合同トライアウトが神宮球場にて一般非公開で実施、56選手が参加[569]。
- 8日
  - 東京ヤクルトスワローズは、福岡ソフトバンクホークスを退団した内川聖一との契約合意を発表[570]。
  - 読売ジャイアンツは、菅野智之のポスティングによるMLB移籍を申請したことを発表[571]。
  - 阪神タイガースは、才木浩人の育成選手契約を発表。背番号は「121」[572]。また同球団は、福岡ソフトバンクホークスを戦力外となった加治屋蓮と、中日ドラゴンズを戦力外となった鈴木翔太の獲得を発表。鈴木は育成での契約[573]。
  - オリックス・バファローズは、阪神タイガースを退団した能見篤史を投手兼一軍投手コーチで獲得したことと、一軍投手コーチの小松聖と二軍バッテリーコーチの三輪隆、両名の退任を発表[574]。
  - 東北楽天ゴールデンイーグルスは、育成選手契約の池田隆英の支配下選手復帰を発表[575]。
  - 正力松太郎賞選考委員会は、今年度の同賞を福岡ソフトバンクホークス一軍監督の工藤公康に授与することに決定。3年連続受賞は史上初で、通算5度の受賞は王貞治の4度を抜き最多[576]。
- 9日
  - 埼玉西武ライオンズは、今季戦力外通告した水口大地の現役引退とライオンズアカデミーのコーチ就任を発表[577]。
- 10日
  - 横浜DeNAベイスターズは、東京ヤクルトスワローズを戦力外となった風張蓮の獲得を発表[578][579]。21日に入団会見を行い、背番号は「64」に決定[580]。
  - 中日ドラゴンズの本拠地であるナゴヤドームの名称が2021年1月1日から『バンテリンドーム ナゴヤ』になることが決定。地元名古屋市に本社を置く興和が5年間の命名権を取得したことによるもの。セ・リーグの本拠地球場に命名権が付くのはMAZDA Zoom-Zoom スタジアム広島に次いで2か所目[581]。
  - 埼玉西武ライオンズは、佐藤龍世に科していた無期限の対外試合出場禁止および、ユニフォーム着用禁止の処分を本年12月31日をもって解除することを発表。佐藤は4月12日、新型コロナウイルス感染拡大防止の観点から、球団が全チーム関係者に自宅待機および不要不急の外出禁止と定めていた期間中にもかかわらず自ら運転の自家用車で千葉県内のゴルフ場でゴルフをするために外出、その際道路交通法に違反する危険な走行をしていた事実が8月20日に判明したことによるもの[582]。→ 8月20日、10月8日の出来事参照
  - 広島東洋カープは戦力外通告した戸田隆矢と育成選手契約したことを発表。背番号は「125」[583]。→11月4日の出来事も参照
- 11日
  - 中日ドラゴンズは、以下の4選手（梅津晃大、マルク、垣越建伸、竹内龍臣）の背番号変更を発表。梅津は28→18、マルクは82→53、垣越は61→208、竹内は62→201[584]。
  - 横浜DeNAベイスターズは、梶谷隆幸が今季取得した国内FA権の行使に伴い退団することを発表[585][586]。
  - 千葉ロッテマリーンズは、チェン・グァンユウが今季限りで退団することを発表[587]。
  - 東北楽天ゴールデンイーグルスは、島内宏明が今季取得した国内FA権を行使せず、球団に残留することを発表[588]。
- 12日
  - 横浜DeNAベイスターズは、井納翔一が今季取得した国内FA権の行使に伴い退団することを発表[589][590]。
  - 中日ドラゴンズは、阪神タイガースを退団した福留孝介を獲得したことを発表。福留は2007年以来14年ぶりの中日復帰で背番号は「9」に決定。また、東北楽天ゴールデンイーグルスを戦力外となった山下斐紹を育成契約で獲得したことを発表。背番号は「209」[591]。
  - 東北楽天ゴールデンイーグルスは、今季MLB・デトロイト・タイガースでプレーしたブランドン・ディクソンとMLB・マイアミ・マーリンズ傘下のアダム・コンリーの獲得を発表[592]。
- 13日
  - 読売ジャイアンツは、以下の4選手（今村信貴、髙橋優貴、松原聖弥、畠世周）の背番号変更を発表。今村が45→26、高橋が26→47、松原が59→31、畠が31→45[593][594]。
  - かつて阪神タイガース、北海道日本ハムファイターズ他でプレーし2006年に現役引退した新庄剛志が現役復帰を目指し、12月7日に実施の12球団合同トライアウトを受験したが獲得球団が現れなかったため、現役復帰を断念したことを自身のInstagramで表明[595]。
- 14日
  - 千葉ロッテマリーンズは、戦力外通告した大谷智久の現役引退と育成投手コーチ就任を発表[596]。
  - 読売ジャイアンツは、ともに横浜DeNAベイスターズから国内FA権を行使した梶谷隆幸と井納翔一の契約締結を発表。当日入団会見を行い、背番号は梶谷が「13」、井納が「21」に決定[597][598]。
  - 横浜DeNAベイスターズは、マイケル・ピープルズと来季も契約を結ぶことを発表[599]。
  - 東京ヤクルトスワローズは、北海道日本ハムファイターズを戦力外となった宮台康平を支配下登録で獲得したことを発表[600][601]。また、福岡ソフトバンクホークスの育成を戦力外となった小澤怜史と、東北楽天ゴールデンイーグルスを戦力外となった近藤弘樹をそれぞれ育成選手で契約したことを発表。背番号は小澤が「014」、近藤が「012」[602][603]。
  - 北海道日本ハムファイターズは、今季戦力外通告をした鈴木遼太郎と姫野優也をそれぞれ育成選手で契約したことを発表。背番号は鈴木が「150」、姫野が「161」[604]。
- 15日
  - 横浜DeNAベイスターズは、山下幸輝の背番号を「38」から「66」に変更することを発表[605]。また、戦力外となった百瀬大騎が今季限りでの現役引退を表明[606]。
  - 千葉ロッテマリーンズは、フランク・ハーマンと来季の契約締結を発表[607]。
  - 中日ドラゴンズは、来季のコーチング人事を以下の通り発表（※は新加入）[608]。
    - 【一軍】与田剛（監督）、伊東勤（ヘッドコーチ）、※アロンゾ・パウエル（打撃コーチ）、栗原健太（打撃コーチ）、村上隆行（一軍打撃コーチ→巡回打撃コーチ・二軍コーチ兼任）、阿波野秀幸（投手コーチ）、赤堀元之（投手コーチ）、中村武志（バッテリーコーチ）、荒木雅博（内野守備走塁コーチ）、蔵本英智（外野守備走塁コーチ）
    - 【二軍】仁村徹（監督）、立石充男（野手総合コーチ）、波留敏夫（打撃コーチ）、門倉健（投手コーチ）、小笠原孝（投手コーチ）、浅尾拓也（投手コーチ）、武山真吾（バッテリーコーチ）、渡邉博幸（内野守備走塁コーチ）、工藤隆人（外野守備走塁コーチ）
- 17日
  - 埼玉西武ライオンズは、今季戦力外通告した多和田真三郎と育成選手契約を結んだことを発表。背番号は「118」[609]。
- 18日
  - 横浜DeNAベイスターズを戦力外となった赤間謙が今季限りでの現役引退を表明[610]。また球団は、読売ジャイアンツへFA移籍した梶谷隆幸の人的補償として、田中俊太の獲得を発表[611]、22日に公示され、背番号は「38」[612]。
  - オリックス・バファローズは、福岡ソフトバンクホークスを戦力外となった田代飛翔を育成契約で獲得したと発表。背番号は127[613]。
  - 中日ドラゴンズは、2009年より2季MLB・シアトル・マリナーズの監督を務めたドン・ワカマツの次男で、元MLB・クリーブランド・インディアンス傘下のルーク・ワカマツを育成選手で獲得したことを発表。背番号は「210」[614]。
  - 千葉ロッテマリーンズは、鳥谷敬と来季契約合意を発表[615]。
- 19日
  - 横浜DeNAベイスターズを戦力外となった古村徹が今季限りでの現役引退を表明[616]。
  - 東京ヤクルトスワローズが今季限りで現役を引退した井野卓と中澤雅人を球団職員として契約したことを発表。井野はスコアラー、中澤は二軍サブマネジャー及び管理業務を担当する[617]。→10月24日及び11月2日の出来事も参照
- 21日
  - 埼玉西武ライオンズは、松坂大輔と来季契約更新を発表[618]。
  - 阪神タイガースは、ジェリー・サンズ、ジョン・エドワーズ、ジョー・ガンケル、ジェフリー・マルテの4外国人選手と来季の契約を締結したことを発表[619]。
  - 阪神タイガースを退団し自由契約となっていた上本博紀が報道陣の取材に応じ、今季限りでの現役引退を表明[620]。来季から阪神のアカデミーコーチに就任する[621]。
- 22日
  - 阪神タイガースは、今季千葉ロッテマリーンズを自由契約となったチェン・ウェインを獲得したことを発表。背番号は「14」[622]。
  - 読売ジャイアンツの球団アドバイザーを務めていた球団OBのウォーレン・クロマティが自身のTwitterで退任を発表[623]。
- 23日
  - 阪神タイガースは、元オークランド・アスレチックスのラウル・アルカンタラの獲得を発表。背番号は「44」[624]。
  - 福岡ソフトバンクホークスを戦力外となっていた西田哲朗が現役を引退し、来季から球団広報に就任することを表明[625]。
- 24日
  - 横浜DeNAベイスターズは、MLB・ミネソタ・ツインズのフェルナンド・ロメロと来季契約締結を発表[626]。
  - 阪神タイガースは、ロベルト・スアレスの来季残留を発表[627]。
  - 埼玉西武ライオンズは、リード・ギャレットと来季契約更新を発表[628]。
  - 千葉ロッテマリーンズは、元MLB・アトランタ・ブレーブスのアデイニー・エチェバリアを獲得したことを発表[629]。
  - オリックス・バファローズは、ブランドン・ディクソンとスティーブン・モヤの両外国人選手と来季契約締結を発表[630]。
- 25日
  - 国内FA権を行使していた東京ヤクルトスワローズの小川泰弘が球団に残留することを表明[631]。
  - 今季限りで現役を引退した藤川球児が阪神タイガースのスペシャルアシスタント（特別補佐）に就任したことを発表[632]。
  - 千葉ロッテマリーンズは、以下の2選手（原嵩、ホセ・フローレス）の背番号変更を発表。原は56→126、フローレスは86→76。また、育成選手のホセ・アコスタの契約更新とエドワード・サントスの退団を発表[633][634]。
  - 埼玉西武ライオンズは、来季のスローガンを『BREAK IT』に決定したことを発表[635]。
  - 福岡ソフトバンクホークスは、江川智晃スコアラーと江口孝義トレーナーの退任、戦力外となった渡辺健史の一軍打撃投手就任を発表。また、東浜巨の新型コロナウイルス感染が判明[636][637]。
  - 読売ジャイアンツを戦力外となった吉川大幾が、現役引退と球団スタッフ就任を発表[638]。
  - 阪神タイガースは、今季までKBO・KTウィズでプレーしたメル・ロハス・ジュニアを獲得したことを発表。背番号は｢24｣に決定[639]。
- 26日
  - 横浜DeNAベイスターズを自由契約となった飛雄馬が球団を通じて今季限りで現役を引退することを発表[640]。
  - 千葉ロッテマリーンズは、戦力外通告した三家和真、細谷圭、渡邉啓太の3選手が現役引退することを発表。三家は球団スカウトに[641]、渡邉は一軍打撃投手兼用具補佐にそれぞれ就任[642]。また細谷はBCリーグ・富山にコーチとして派遣される[643][644]。
- 27日
  - 千葉ロッテマリーンズは、ともにドミニカ共和国出身のサンディ・サントスとホルヘ・ペラルタが育成契約で入団したことを発表[645]。
  - 北海道日本ハムファイターズは、ポスティングによるMLB移籍を目指していた有原航平の、テキサス・レンジャーズとの選手契約成立を発表[646]。
- 30日
  - 北海道日本ハムファイターズは、一度自由契約選手として公示された村田透と来季の契約に合意したことを発表。背番号も引き続き「31」となる[647]。→12月2日の出来事も参照
  - 読売ジャイアンツは、MLB・ワシントン・ナショナルズからFAのエリック・テイムズを獲得したことを発表。背番号は「44」[648]。

## 競技結果

### セントラル・リーグ
| 順位 | 球団                   | 勝 | 敗 | 分 | 勝率 | 差   |
| 1位  | 読売ジャイアンツ       | 67 | 45 | 8  | .598 | 優勝 |
| 2位  | 阪神タイガース         | 60 | 53 | 7  | .531 | 7.5  |
| 3位  | 中日ドラゴンズ         | 60 | 55 | 5  | .522 | 8.5  |
| 4位  | 横浜DeNAベイスターズ   | 56 | 58 | 6  | .491 | 12.0 |
| 5位  | 広島東洋カープ         | 52 | 56 | 12 | .481 | 13.0 |
| 6位  | 東京ヤクルトスワローズ | 41 | 69 | 10 | .373 | 25.0 |

### パシフィック・リーグ
| 順位 | 球団                         | 勝 | 敗 | 分 | 勝率 | 差   |
| 1位  | 福岡ソフトバンクホークス     | 73 | 42 | 5  | .635 | 優勝 |
| 2位  | 千葉ロッテマリーンズ         | 60 | 57 | 3  | .513 | 14.0 |
| 3位  | 埼玉西武ライオンズ           | 58 | 58 | 4  | .500 | 15.5 |
| 4位  | 東北楽天ゴールデンイーグルス | 55 | 57 | 8  | .491 | 16.5 |
| 5位  | 北海道日本ハムファイターズ   | 53 | 62 | 5  | .461 | 20.0 |
| 6位  | オリックス・バファローズ     | 45 | 68 | 7  | .398 | 27.0 |

### セ・パ交流戦
新型コロナウイルスの感染拡大により開催中止

### クライマックスシリーズ
セ・リーグは中止、パ・リーグはファイナルのみ
| 日付                           | 試合           | ビジター球団（先攻） | スコア | ホーム球団（後攻）       | 開催球場         |
| アドバンテージ                 | アドバンテージ | 千葉ロッテマリーンズ |        | 福岡ソフトバンクホークス |                  |
| 11月14日（土）                 | 第1戦          | 千葉ロッテマリーンズ | 3 - 4  | 福岡ソフトバンクホークス | 福岡PayPayドーム |
| 11月15日（日）                 | 第2戦          | 千葉ロッテマリーンズ | 4 - 6  | 福岡ソフトバンクホークス | 福岡PayPayドーム |
| 勝者：福岡ソフトバンクホークス |                |                      |        |                          |                  |

### 日本シリーズ
| 日付                                            | 試合   | ビジター球団（先攻）     | スコア | ホーム球団（後攻）       | 開催球場         |
| ----------------------------------------------- | ------ | ------------------------ | ------ | ------------------------ | ---------------- |
| 11月21日（土）                                  | 第1戦  | 福岡ソフトバンクホークス | 5 - 1  | 読売ジャイアンツ         | 京セラドーム大阪 |
| 11月22日（日）                                  | 第2戦  | 福岡ソフトバンクホークス | 13 - 2 | 読売ジャイアンツ         | 京セラドーム大阪 |
| 11月23日（月）                                  | 移動日 | 移動日                   | 移動日 | 移動日                   | 移動日           |
| 11月24日（火）                                  | 第3戦  | 読売ジャイアンツ         | 0 - 4  | 福岡ソフトバンクホークス | 福岡PayPayドーム |
| 11月25日（水）                                  | 第4戦  | 読売ジャイアンツ         | 1 - 4  | 福岡ソフトバンクホークス | 福岡PayPayドーム |
| 優勝：福岡ソフトバンクホークス（4年連続11回目） |        |                          |        |                          |                  |

### 個人タイトル
|                  | セントラル・リーグ       | セントラル・リーグ | セントラル・リーグ | パシフィック・リーグ       | パシフィック・リーグ    | パシフィック・リーグ |
| タイトル         | 選手                     | 球団               | 成績               | 選手                       | 球団                    | 成績                 |
| ---------------- | ------------------------ | ------------------ | ------------------ | -------------------------- | ----------------------- | -------------------- |
| 最優秀選手       | 菅野智之                 | 巨人               |                    | 柳田悠岐                   | ソフトバンク            |                      |
| 最優秀新人       | 森下暢仁                 | 広島               |                    | 平良海馬                   | 西武                    |                      |
| 首位打者         | 佐野恵太                 | DeNA               | .328               | 吉田正尚                   | オリックス              | .350                 |
| 本塁打王         | 岡本和真                 | 巨人               | 31本               | 浅村栄斗                   | 楽天                    | 32本                 |
| 打点王           | 岡本和真                 | 巨人               | 97打点             | 中田翔                     | 日本ハム                | 108打点              |
| 最多安打         | 大島洋平                 | 中日               | 146安打            | 柳田悠岐                   | ソフトバンク            | 146安打              |
| 盗塁王           | 近本光司                 | 阪神               | 31盗塁             | 周東佑京                   | ソフトバンク            | 50盗塁               |
| 最高出塁率       | 村上宗隆                 | ヤクルト           | .427               | 近藤健介                   | 日本ハム                | .465                 |
| 最優秀防御率     | 大野雄大                 | 中日               | 1.82               | 千賀滉大                   | ソフトバンク            | 2.16                 |
| 最多勝利         | 菅野智之                 | 巨人               | 14勝               | 千賀滉大 石川柊太 涌井秀章 | ソフトバンク 楽天       | 11勝                 |
| 最多奪三振       | 大野雄大                 | 中日               | 148個              | 千賀滉大 山本由伸          | ソフトバンク オリックス | 149個                |
| 最高勝率         | 菅野智之                 | 巨人               | .875               | 石川柊太                   | ソフトバンク            | .786                 |
| 最多セーブ投手   | R.スアレス               | 阪神               | 25セーブ           | 増田達至                   | 西武                    | 33セーブ             |
| 最優秀中継ぎ投手 | 福敬登 祖父江大輔 清水昇 | 中日 ヤクルト      | 30HP               | L.モイネロ                 | ソフトバンク            | 40HP                 |

### 月間MVP
|          | セントラル・リーグ | セントラル・リーグ | セントラル・リーグ | セントラル・リーグ | パシフィック・リーグ | パシフィック・リーグ | パシフィック・リーグ | パシフィック・リーグ |
|          | 投手               | 球団               | 野手               | 球団               | 投手                 | 球団                 | 野手                 | 球団                 |
| -------- | ------------------ | ------------------ | ------------------ | ------------------ | -------------------- | -------------------- | -------------------- | -------------------- |
| 6・7月   | 菅野智之           | 巨人               | 村上宗隆           | ヤクルト           | 涌井秀章             | 楽天                 | 柳田悠岐             | ソフトバンク         |
| 8月      | 菅野智之           | 巨人               | 佐野恵太           | DeNA               | 石川歩               | ロッテ               | 吉田正尚             | オリックス           |
| 9月      | 大野雄大           | 中日               | 梶谷隆幸           | DeNA               | 山本由伸             | オリックス           | 浅村栄斗             | 楽天                 |
| 10・11月 | 森下暢仁           | 広島               | T.オースティン     | DeNA               | 岸孝之               | 楽天                 | 柳田悠岐             | ソフトバンク         |

### ベストナイン
|          | セントラル・リーグ | セントラル・リーグ | パシフィック・リーグ | パシフィック・リーグ |
| 守備位置 | 選手               | 球団               | 選手                 | 球団                 |
| -------- | ------------------ | ------------------ | -------------------- | -------------------- |
| 投手     | 菅野智之           | 巨人               | 千賀滉大             | ソフトバンク         |
| 捕手     | 大城卓三           | 巨人               | 甲斐拓也             | ソフトバンク         |
| 一塁手   | 村上宗隆           | ヤクルト           | 中田翔               | 日本ハム             |
| 二塁手   | 菊池涼介           | 広島               | 浅村栄斗             | 楽天                 |
| 三塁手   | 岡本和真           | 巨人               | 鈴木大地             | 楽天                 |
| 遊撃手   | 坂本勇人           | 巨人               | 源田壮亮             | 西武                 |
| 外野手   | 丸佳浩             | 巨人               | 吉田正尚             | オリックス           |
| 外野手   | 鈴木誠也           | 広島               | 近藤健介             | 日本ハム             |
| 外野手   | 佐野恵太           | DeNA               | 柳田悠岐             | ソフトバンク         |
| 指名打者 |                    |                    | 栗山巧               | 西武                 |

### ゴールデングラブ賞
|          | セントラル・リーグ | セントラル・リーグ | パシフィック・リーグ | パシフィック・リーグ  |
| 守備位置 | 選手               | 球団               | 選手                 | 球団                  |
| -------- | ------------------ | ------------------ | -------------------- | --------------------- |
| 投手     | 菅野智之           | 巨人               | 千賀滉大             | ソフトバンク          |
| 捕手     | 梅野隆太郎         | 阪神               | 甲斐拓也             | ソフトバンク          |
| 一塁手   | D.ビシエド         | 中日               | 中村晃 中田翔        | ソフトバンク 日本ハム |
| 二塁手   | 菊池涼介           | 広島               | 外崎修汰             | 西武                  |
| 三塁手   | 高橋周平           | 中日               | 鈴木大地             | 楽天                  |
| 遊撃手   | 坂本勇人           | 巨人               | 源田壮亮             | 西武                  |
| 外野手   | 鈴木誠也           | 広島               | 柳田悠岐             | ソフトバンク          |
| 外野手   | 大島洋平           | 中日               | 大田泰示             | 日本ハム              |
| 外野手   | 青木宣親           | ヤクルト           | 西川遥輝             | 日本ハム              |

### オールスターゲーム
新型コロナウイルスの感染拡大により開催中止

### ファーム
- ウエスタン・リーグ優勝：福岡ソフトバンクホークス（2年連続13度目）[376]
- イースタン・リーグ優勝：東北楽天ゴールデンイーグルス（2年連続2度目）[374][650]
- ファーム日本選手権（11月7日、ひなたサンマリンスタジアム宮崎）
  - 東北楽天ゴールデンイーグルス（初）6-4 福岡ソフトバンクホークス[434]
    - 最優秀選手：村林一輝（楽天）[651]
    - 優秀選手：西口直人（楽天）、海野隆司（ソフトバンク）[651]